# ポケモンの一覧 (52-101)
ポケモンの一覧（ポケモンのいちらん）は、ゲームソフト『ポケットモンスターシリーズ』に登場する架空の生物「ポケットモンスター（ポケモン）」の一覧。本項では全1025種のうち、『ポケットモンスター 赤・緑』から登場し、シリーズ共通の全国ポケモン図鑑において052から101までの番号を付与されている種を掲載する。

## ニャース
| 分類: ばけねこポケモン         | タイプ: ノーマル           | 高さ: 0.4m   | 重さ: 4.2kg      |
| 特性: ものひろい/ テクニシャン | かくれ特性: きんちょうかん | 進化前: なし | 進化後: 本文参照 |

額の中心に小判のような物がついた招き猫のようなポケモン。その両脇には触角のように毛がはねている。全身は白く、後肢と尾の先は茶色、耳は黒である。公式イラストなどでは二本足で立ち上がったり飛び跳ねた姿が描かれるが、基本的に二足歩行は行わない。しかしアニメーションシリーズのレギュラーキャラクターとして有名になってからはむしろ四足歩行姿自体があまり描かれなくなり、チョロネコのように二足と四足を使い分けてるかどうかは曖昧になっている。夜行性で、丸いもの、キラキラと光り輝くものを好む性質がある。特にコインを好む傾向があり、夜な夜なコインを拾い集め、隠す習性がある。この際、同様に光るものを好むヤミカラスと奪い合いになることもあるという。レベル28でペルシアンまたはニャイキングに進化する。
『ポケモン不思議のダンジョン 青の救助隊・赤の救助隊』および続編『時の探検隊・闇の探検隊』では主人公の一匹となっている。『ニンテンドーオールスター!大乱闘スマッシュブラザーズ』、『大乱闘スマッシュブラザーズX』『大乱闘スマッシュブラザーズ for Nintendo 3DS / Wii U』ではモンスターボールから出現、「ネコにこばん」で相手を攻撃する。『大乱闘スマッシュブラザーズDX』ではフィギュアとして登場する。姿と説明文はアニメのエンディングの一つ『ニャースのパーティ』に準じたものとなっている。
アニメーションシリーズでは「ロケット団」に所属するキャラクターとして全てのシリーズに登場している。声優は犬山イヌコ。アニメシリーズ内では、単に「ニャース」と言うと彼のことを指す。人間の言葉を話すなど、他のポケモンとは異なる特徴が見られる（ニャース (ロケット団のポケモン)を参照）。この他にもゲストキャラクターとして別の個体のニャースが幾度か登場している。『ミュウツーの逆襲』ではロケット団のニャースの尻尾の毛から作られたコピーポケモンとして登場。オリジナルとは違い、人語を話さず四足歩行。性格ものんびり屋で戦いは好まない。月を眺めて哲学する点はオリジナルとほぼ同じ。AGではライバルキャラクター・テツヤのポケモンとして、長靴をはいたニャースが登場。過去にペルシアンに襲われたところをテツヤに保護され、その時に怪我した足を保護するために長靴をはいている。サトシのピカチュウと互角の勝負を繰り広げ最後は勝利している。声優は高戸靖広。第7シリーズではロケット団を脱退した後のコサブロウの相棒として登場。性別はメス。第8シリーズでは66話の次回予告に登場していたが、本編では未登場だった。
『小学一年生』2004年4月号から2005年3月号にかけて漫画作品『ポケモン ピカチュウ・ニャースの大ぼうけん』が連載された。作画はふくやまけいこ。コミックスは2005年7月に発売された（ISBN 978-4-09-253220-5）。
唯一、複数の地方のリージョンフォームを持つ。育った環境や、育てた人の家柄やしつけ方が大きく左右する傾向がある。
アローラのすがた
タイプ：あく、特性：ものひろい/テクニシャン/びびり（隠れ特性）。アローラ地方でのニャースの姿。体色は灰色で後肢と尾の先が白くなり、半目。アローラ地方の王族に甘やかされながら育ち、このような姿になったといわれている。ペルシアン（アローラのすがた）に進化する。
アニメでは一時期ロケット団の仲間として登場したが、後にマトリのポケモンとなっていた。
ガラルのすがた
タイプ：はがね、重さ7.5kg、特性：ものひろい/かたいツメ/きんちょうかん（隠れ特性）。ガラル地方でのニャースの姿。体色は黒鉄の如く黒っぽく顎ヒゲが生えており、口にはギザギザのキバが生え揃っている。額の小判も黒くなっており、黒ければ黒いほど固く仲間からも尊敬されている。勇敢で恐れ知らず。元々は普通のニャースだったが、戦闘的な海洋民族と暮らすうちにこの姿になったといわれている。ニャイキングに進化する。
キョダイマックスのすがた
『ソード・シールド』にて初回購入特典としてもらえるニャースがダイマックスした姿（なお、エキスパンション・パス『鎧の孤島』発売以降、通常のニャースにもキョダイマックス個体にすることが可能）。胴体が長くなっており、小判も大きくなった。この小判からキョダイマックスのパワーを一気に発射して、あたりに黄金の光を放つ。本来のニャース同様、キラキラしたものに目がなく、ガラス張りの高層ビルを見ると爪とぎをしてしまい、それによって外壁が剥がれ、窓ガラスが割れてしまう被害も多い。キョダイマックスわざは「キョダイコバン」、あたりに巨大な小判を大量にばら撒きダメージを与えつつ、相手を混乱させるだけでなくバトル後に小判（賞金とは別の報酬金）を多くもらえる。言葉は話さないが、鳴き声の声優はアニメ版と同じく犬山イヌコが担当。なお、キョダイマックスのすがたのニャースは進化できず、『Pokémon HOME』を経由して『ソード・シールド』以外の作品への転送はできない。
テレビアニメ第7シリーズ（『新無印編』）では第44話および第45話でロケット団のニャースがキョダイマックスする形で初登場。一度は我を忘れ暴走したものの、サカキの命令を思い出してムゲンダイナに「キョダイコバン」を繰り出そうとするも、ムゲンダイナがガラル地方のエネルギーを吸収したため元に戻り、そのままムゲンダイナの「ダイマックスほう」でムサシたち共々吹っ飛ばされてしまった。

## ペルシアン
| 分類: シャムネコポケモン       | タイプ: ノーマル           | 高さ: 1.0m       | 重さ: 32.0kg |
| 特性: じゅうなん/ テクニシャン | かくれ特性: きんちょうかん | 進化前: ニャース | 進化後: なし |

ニャースの進化形。分類は「シャムネコポケモン」だが、短毛で丸い耳、頭に対して大きく出っ張ったアゴなど、ライオンやヒョウなどの大型ネコ科動物の特徴を多く持っている。額に宝石があり、『プラチナ』の図鑑によれば、マニアの間では額の宝石のサイズが話題になるという。気性が激しく何かある度にすぐ引っ掻いたり、噛みついたりしてくる。ガラル地方のニャースから進化したニャイキングとは互いを見下し合う程に仲が悪い。
1997年・1998年の公式大会の全国トーナメントで登場しなかったポケモンのみ参加できる1999年の全国大会では優勝者の手持ちポケモンになるという実績を残している。すばやさの高さと「きりさく」の破壊力からこの大会フォーマットではエースとして大活躍している。
「きりさく」「つじぎり」「シャドークロー」などの他、特性「テクニシャン」による強力な物理技を生かした戦法が得意だが、「わるだくみ」で特攻を上げてから繰り出す特殊技（「でんげきは」「みずのはどう」「こごえるかぜ」「シャドーボール」「パワージェム」など）も得意とする。
『Let's Go! ピカチュウ・Let's Go! イーブイ』では乗れるポケモンとして登場。速さはウインディと同じ。
『スカーレット・バイオレット』ではアカデミー教師のセイジがメスの個体を使用。
アニメでは、ロケット団のボス・サカキの足元でくつろいでいる場面などが描かれている。声優は主人公・サトシの担当声優でもある松本梨香である。また、ニャースがロケット団に入部する前の野良ニャースのボスとしても登場。ニャースはこのペルシアンにひどい目に遭わされており、それ以来ニャースは別個体も含めペルシアンに強い恨みを抱いている。
アローラのすがた
タイプ：あく、高さ1.1m、重さ33.0kg、特性ファーコート／テクニシャン／びびり（隠れ特性）。アローラ地方でのペルシアンの姿。頭が丸く大きくなっている。高い知性とそれ以上に高い気位をもち、基本的に自身以外のすべてを見下している。トレーナーに懐くこともあまりないため、バトルのパートナーにするのは難しい。最高級ベルベットより滑らかな被毛は、深く上質な光を放ち、人もポケモンも魅了する美しさを誇る。そのためアローラ地方では、非常に人気のあるポケモンとなっている。普段は優雅に立ち振る舞うが、一度バトルとなれば、不意打ち、闇討ち、だまし討ちなど、手段を選ばない。しかし尊大な性格のためか相手を見くびり、反撃を受けてしまうこともしばしば。アローラ地方のペルシアンの丸顔は豊かなアローラ地方の象徴とされ、美しいポケモンと考えられている。観光客が他地方にこのペルシアンを連れて帰るにも厳しい審査があるほど、アローラ地方の独自のポケモンとして、地方をあげて保護されている。額の宝石は他地方のペルシアンのものが赤いのに対し、アローラのペルシアンのものは青いが、成分はほとんど変わらない。
通常のペルシアンと比較して、「とくこう」が少し高く「こうげき」が少し低い。
ゲーム中ではウラウラ島のしまキングであるクチナシが使用し、切り札を務める。
アニメ『サン&ムーン』第7話ではニャビーをいじめるポケモンとして登場。使用技は「きりさく」、「パワージェム」。またゲームと同様にクチナシのポケモンとしても登場しており、こちらは通常より大きめの個体。

## コダック
| 分類: あひるポケモン       | タイプ: みず         | 高さ: 0.8m   | 重さ: 19.6kg       |
| 特性: しめりけ/ ノーてんき | かくれ特性: すいすい | 進化前: なし | 進化後: ゴルダック |

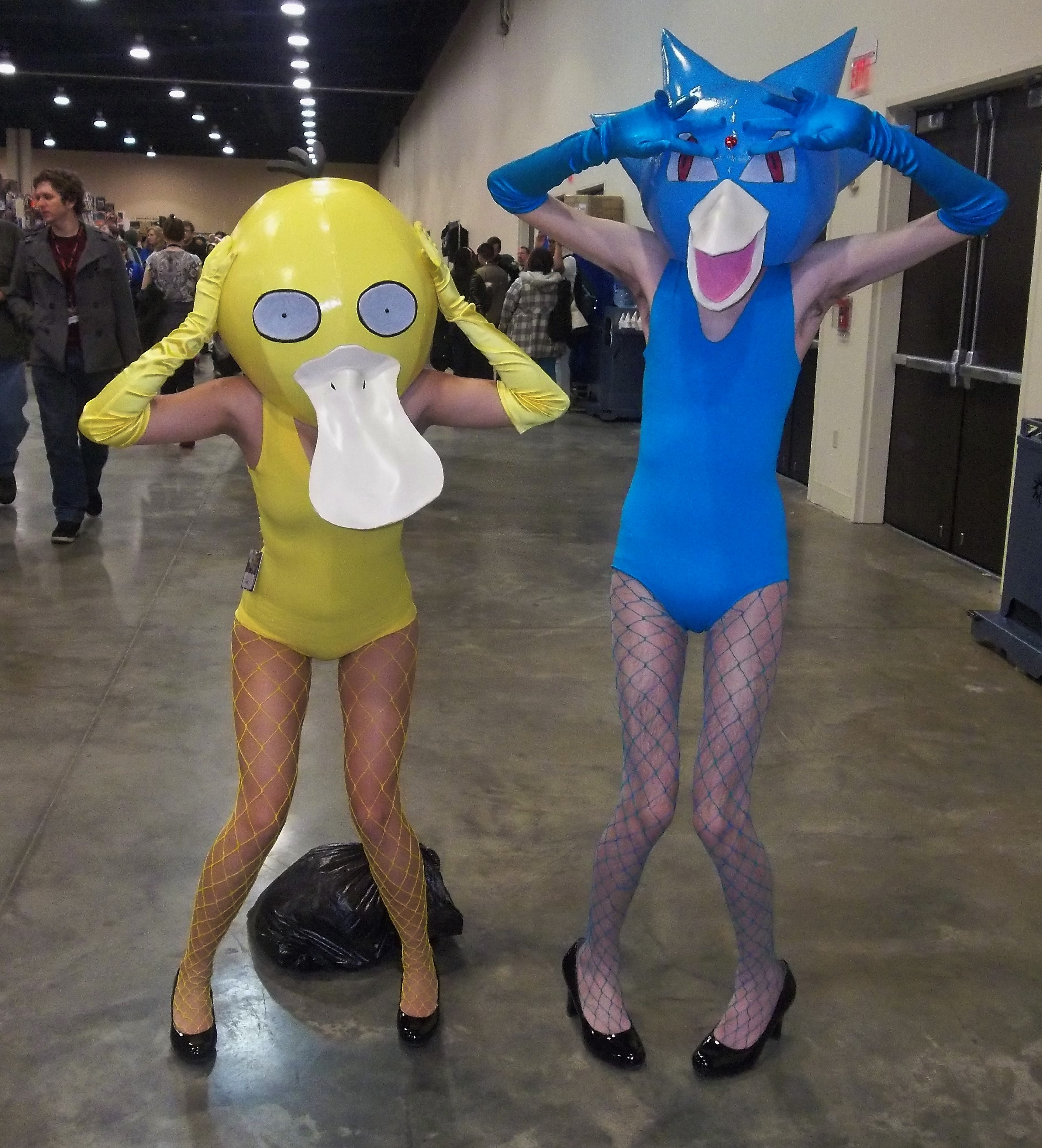
コダックとゴルダックのコスプレ

あひるポケモンに分類されているが、どちらかと言えば黄色いカモノハシのような外見のポケモンである。常に頭痛に悩まされていて、頭を抱えている。頭痛がひどくなると念力を使い始めるが、頭痛が治まるとその間の記憶は残っていない。
ポケモンシリーズのディレクターを務める増田順一の一番好きなポケモンであり、彼の名刺にもコダックのイラストが描かれている。いわゆる「第1世代」に属するポケモンの中では、ピカチュウや最初に貰える3匹（フシギダネ・ヒトカゲ・ゼニガメ）に次ぐ知名度・人気を誇るため、商品化される機会も多い。ANAの初代ポケモンジェットやトミカNo.38「ポケモンバス」に描かれたり、ポケモンセンターオーサカの入口付近にコダックの足あとをかたどったプレートが埋設される（後に別ポケモンのものに交換されている）など、グッズ以外でのタイアップも行われている。初代のテレビCMでもコダックが起用されている。
アニメ『ポケットモンスター』ではカスミのポケモンとして登場。おとぼけな性格でカスミは手を焼いているが、大切に思われている。声優は愛河里花子。アニメシリーズではこの他ゲストとして別個体が何体か登場しており、第92話「さよならコダック!またきてゴルダック?」では水ポケモンの使い手・ツバキの手持ちポケモンとして登場。『アドバンスジェネレーション』第140話「コダックの憂鬱!」では富豪の令嬢・アヅミのポケモンとして登場。豪邸での退屈な暮らしに嫌気が差し、度々家出するというキャラクターだった。『ミュウツーの逆襲』に登場したコピーコダックはオリジナルより若干目つきが悪いが、おとぼけな性格は同じ。
『ダイヤモンド&パール』（以下DP）第10話「ポケッチ入手困難!?」では歌う事で「さいみんじゅつ」を使える野生の個体が登場。同第87話「コダックの通せんぼ!」では群れの♀コダックがタマゴを孵すのを外敵から守るために、住みかに繋がる谷間の道を3匹で塞いでいるというエピソードが描かれている。
2019年版では野生の個体が登場。ゴウの前に現れ、ゴウを唖然とさせた。第14話ではカラバリの色違い(水色)ポケモンとして登場。本人が初めてゲットしたポケモンでもあり、それがきっかけで色違い限定で集めている。両方とも声優はカスミのコダックと同じく愛河里花子が担当。第57話ではとある青年のトレーナーとして登場、通常のコダックと違い細目でマフラーをしている。こちらの声優はゆりやんレトリィバァ。他にもミニコーナーの「ひらめきゲット! Let's ポケなぞ!!」ではパートナーとして登場。
第8シリーズの66話ではオレンジアカデミーの警備員のポケモンとして登場し、図書室内を走り回っていたリコを注意していた。その後、オニキスのキョジオーンによってしおづけ状態にされリコのテブリムによって回復する。そして、ニャローテにオニキスが現れたことを伝えた。
実写映画『名探偵ピカチュウ』では新聞記者・ルーシーのパートナーポケモンとして登場。ストレスを感じると頭が爆発する。声はアニメ版と同様に愛河里花子。

## ゴルダック
| 分類: あひるポケモン       | タイプ: みず         | 高さ: 1.7m       | 重さ: 76.6kg |
| 特性: しめりけ/ ノーてんき | かくれ特性: すいすい | 進化前: コダック | 進化後: なし |

コダックの進化形。とぼけた表情、まんまる体型のコダックから大きく姿を変え、スマートで精悍な顔つきとなり、体色は黄色から水色へと変化する。コダックの時に悩まされていた頭痛もなくなった。額には赤い宝石のような器官を持ち、念力や神通力を使う時に光り輝く。そのため宝石には神通力が宿るとの迷信が囁かれ、一時期宝石を目当てに乱獲に遭い個体数が激減したこともある。
発達した手足の水かきと流線型の体を生かした泳ぎを得意とする。全ポケモン中最も泳ぎが速く、その速さはオリンピックの金メダリスト級。泳ぎの得意な個体は水泳選手の練習台として特訓に付き合う事もあるらしい。また、荒天時の海でも平気で泳ぐ事ができ、難破船から人を救出した事もあるとされる。夕暮れ時に湖で泳ぐ姿は時折河童と間違えられる。
コダックがレベル33で進化するほか、一部のバージョンでは野生のものも存在する。トレーナー戦では、『金・銀・クリスタル』と『ハートゴールド・ソウルシルバー』（初戦のみ）でジムリーダーのカスミが使用する。
アニメ版では、オレンジ諸島編「さよならコダック!またきてゴルダック?」で登場。カスミがモンスターボールを入れたリュックを謝って海に落としてしまい、引き上げるとそこにはゴルダックがいた。カスミはこのゴルダックを自分のコダックが進化したものと思い込むが、実は野生であったとわかりカスミは落胆する。
『アドバンスジェネレーション』ではカエデの手持ちとして登場。サトシのコータスを「ハイドロポンプ」「みだれひっかき」で倒し、ヘイガニも「ねんりき」で混乱させるも逆に混乱したヘイガニに振り回され敗れる。
『ミュウツーの逆襲』ではウミオのポケモンとして登場。ミュウツーに捕まり、コピーとパンチで殴り合いの乱闘をした。
テレビアニメ第8シリーズ（『リコとロイの旅シリーズ』）ではエクスプローラーズのメンバーであるコニア（声 - 志田有彩）のパートナーとして第5話から登場。バトル経験が少ないはずのリコのニャオハに敗れるなどやられ役として扱われたり、みずタイプでありながら敏感肌で海に潜れないという一面も。使用する技は「ひっかく」（第22話から使用）、「みずのはどう」（第25話から使用）、「だくりゅう」（第87話から使用）。また、アーケードゲーム『ポケモンメザスタ』ゴージャススター1弾のアメジオ（声 - 堀江瞬）に借りた際のバトルでは「サイケこうせん」も覚えている。他にも第26話（『テラパゴスのかがやき』第1話）から変更されたオープニング映像およびエンディング映像にも登場。声優はロイのホゲータ→アチゲータ役の山下大輝（第104話のエンディングクレジットで判明）。

## マンキー
| 分類: ぶたざるポケモン     | タイプ: かくとう     | 高さ: 0.5m   | 重さ: 28.0kg       |
| 特性: やるき/ いかりのつぼ | かくれ特性: まけんき | 進化前: なし | 進化後: オコリザル |

怒りっぽい性格のポケモン。群れの一匹が怒り出すとなぜか全員が怒り出す。ふとしたことですぐ怒るが、怒ることで不満やストレスが発散されるため長生きする。「ぶたざるポケモン」というものの、鼻が豚である事を除くと殆ど猿と同じである。比較的序盤から入手可能なかくとうタイプのポケモン。
『ピカチュウ』ではゲーム中で最初に手に入るポケモンであるピカチュウが、覚えるわざと持っているタイプの関係上ニビジムのタケシとの相性が最悪であり、手持ちがピカチュウだけではタケシを攻略することがほぼ不可能である。しかしマンキーを22ばんどうろ（トキワシティより西へ、ポケモンリーグのゲート方面へ延びる道路）で見つけることにより攻略が一気に楽になる。『ピカチュウ』の22ばんどうろに出現するマンキーは出現率が低い上に、22ばんどうろはニビジムに挑戦する時点ではストーリー上探索をする必要がない場所であるため、当時のプレーヤーの中にはそれに気付かない者もいた。
アニメ『ポケットモンスター』では第1話でいきなり登場するが、オニスズメの大群から逃げるサトシとピカチュウを木の枝にぶら下がりながら数秒間見つめるだけだった。後に登場した別固体のマンキーはサトシが新戦力とゲットしようとするが、先にタケシにもらったおにぎりを投げ返して妨害し、しかもそのおにぎりにモンスターボールが見事に命中してしまった。このアクシデントで機嫌を悪くし、オコリザルに進化したのちサトシ達を追いかける。声優は大竹宏。第7シリーズ（『新無印編』）では野生の個体が3匹登場。カラカラの骨を奪ってしまう。また、骨をなくした時はそれぞれ「見ざる・言わざる・聞かざる」のポーズをしていた。声優は真堂圭、観世智顕。「遥かなる青い空」では群れのうちの一体がハルトの帽子を気に入り被っていたが、サトシが自分の帽子を譲ったことにより満足した。

## オコリザル
| 分類: ぶたざるポケモン     | タイプ: かくとう     | 高さ: 1.0m       | 重さ: 32.0kg       |
| 特性: やるき/ いかりのつぼ | かくれ特性: まけんき | 進化前: マンキー | 進化後: コノヨザル |

マンキーの進化形。額に血管が浮き出ている。寝ているとき以外は常に怒っており、寝ていても何者かが近づくと怒り出す。周囲に誰もいない時は怒るのをやめているというが、それを見る事は難しいという。天寿を全うしたオコリザルの表情は、生前常に怒っていたのがまるで嘘のようにとても安らか。ルチャブルとはよく争う。
殆ど猿のような姿をしていたマンキーと比べて尾が退化して体毛が立っており、少しブタやイノシシに近い姿になっている。手首と足首に金属の輪の様な物をつけている。尻尾がないのにもかかわらず、何故か「アイアンテール」を覚える。
モンスターボールが発明されるきっかけとなったポケモンでもある。
ゲーム中では、「金・銀・クリスタル・ハートゴールド・ソウルシルバー」ではタンバジムリーダーのシジマや、「サン・ムーン」ではメレメレ島しまキング兼四天王のハラや、「スカーレット・バイオレット」ではスター団かくとう組チーム・カーフのしたっぱたちの他、タナカがオスの個体を2体目として使用する他、ボスであるビワがメスの個体を再戦時に先発として使用する。
『スカーレット・バイオレット』から「ふんどのこぶし」を20回使用した後にレベルアップするとコノヨザルに進化する。　
アニメ版ではサトシのポケモンとして登場する。第29話のP1グランプリで優勝を掴み、その強さに認められてマナミの父（アノキ）に預けられ、サトシに別れを告げた（その後再会することなく、サトシの物語は終わる）。声優は大竹宏。別個体はサトシ達を集団で襲う場合が多い。第52話（特別編）ではユミのポケモンとして登場。ユミは「オコちゃん」と呼んでいる。ムサシのアーボックに敗北。第173話ではハルのソーナンスにやられたのを逆恨みに来たチンピラの１人であるヒサシのポケモンとして登場したが、ムサシのソーナンスに撃退された。第157話ではコサブロウのポケモンとして登場した他、第233話ではタンバジムリーダーのシジマの一番弟子であるノブヒコのポケモンとして登場。
劇場版『キミにきめた!』では集団で登場。サトシ達に襲い掛かるも、サトシのトランセルの「いとをはく」で一網打尽にされたうえ、進化したバタフリーの「ねむりごな」で眠ってしまった後、ロケット団にゲットされそうになるも急に起きて彼らを遠くへ投げ飛ばした。
テレビアニメ第8シリーズ（『リコとロイの旅シリーズ』）では第9話にてリコの父であるアレックスが描いた絵本の表紙に描かれていた他、ぐるみんの動画においてクワッスが被った物でも登場。
WEBアニメ『POKÉTOON』ではポジティブな少年（声 - 釘宮理恵）のポケモンとして登場。少年が夏休みの宿題でオコリザルの怒っていない姿を観察しようと奮闘する話。そして、話のラストで思わぬ出来事が起きる。声優は岩田光央。

## ガーディ
| 分類: こいぬポケモン   | タイプ: ほのお             | 高さ: 0.7m   | 重さ: 19.0kg       |
| 特性: いかく/ もらいび | かくれ特性: せいぎのこころ | 進化前: なし | 進化後: ウインディ |

犬のような姿をしており、「かみつく」や「ほえる」を覚える。赤い体と黒い縞模様が特徴。性格は人懐こく主人に忠実。石器時代の遺跡から骨が出土されるなど、大昔から人間とともに生活し共存してきた。強いポケモンにも恐れず立ち向かう性格。嗅覚が優れており、野生のものは特にイワンコと縄張りを巡って激しく争う。敵のにおいを嗅ぎつけると唸りだす。トレーナーの命令があるまでは、一歩も動かない。
ヒスイのすがた
分類：みはりポケモン、タイプ：ほのお・いわ、高さ0.8m、重さ22.7kg。ヒスイ地方のガーディの姿。目が隠れるほどの長い毛と一本の角を生やした狛犬のような姿をしている。警戒心が強く常に2匹でペアで行動している。長い毛は寒さをしのぐためで、火成岩で出来ている。これは火山活動の影響とされる。ツノは岩でできているが欠けやすいため、ここぞという時にしか使わない。『LEGENDS アルセウス』に登場。絶滅種だと思われていたが、『スカーレット・バイオレット』では写真家のサザレが2匹の兄弟の個体を手持ちとして所持していた事で現存が判明しており、とあるイベントクリア後にヒスイガーディの弟の個体を主人公に託す。
忠実で勇敢な性格のためか、アニメ版では警察官（ジュンサー）が持ち歩いている事が多い。『ポケットモンスター』第53話では一度ロケット団の手先になった。続編『アドバンスジェネレーション』ではサトシのライバル・マサムネの手持ちとして登場する。しかし、サトシと戦いたくないマサムネは避ける指示しか出さずヘイガニに敗北するも、この敗北がマサムネのやる気を取り戻させるきっかけとなった。声優は三木眞一郎。ロケット団のコジロウのペットとしても登場、ニックネームは「ガーちゃん」。
テレビアニメ第8シリーズではサザレのポケモンとしてヒスイのすがたの個体が登場。声優は光部樹。

## ウインディ
| 分類: でんせつポケモン | タイプ: ほのお             | 高さ: 1.9m       | 重さ: 155.0kg |
| 特性: いかく/ もらいび | かくれ特性: せいぎのこころ | 進化前: ガーディ | 進化後: なし  |

ガーディの進化形で、ほのおのいしを使うことで進化する。神社で見かける狛犬や獅子、もしくは麒麟のような姿をしている。体の所々からはフサフサとした赤と黒と薄橙の毛が生えている。ポケモン図鑑では中国の伝説に登場するとされている。威風堂々且つ軽やかに、かなりの速度で駆け抜け、その姿は見る者全てを魅了する。♂の割合がやや多い。
ウィンディやウィンデイなど誤表記される事もしばしばあるが、2文字目の「イ」を大きく、5文字目の「イ」を小さく記したウインディが正しい表記である。アニメ放送が開始した頃や、ポケットモンスターカードゲーム拡張パック第一弾に収録された際には「ウィンディ」となっていた事があるが現在使用されている表記は全て上記に統一されている。
分類上は「でんせつポケモン」であるが、いわゆる伝説のポケモンとは定義が異なる。
ゲームでは実力者が手持ちに入れていることが多く、『ポケットモンスター 赤・緑』および『ファイアレッド・リーフグリーン』では、ジムリーダー・カツラの代表ポケモンとして有名。なお、『金・銀』および『ハートゴールド・ソウルシルバー』では出番がなく、代わりにギャロップが切り札となっていたが、『ブラック2・ホワイト2』ではポケモンワールドトーナメントでは自身の先鋒ポケモンとして復活した。他に「赤・緑」系列のライバルで「金・銀」系列のジムリーダー、『サン・ムーン』系列のバトルレジェンドのグリーンや『ソード・シールド』ではジムリーダーのカブが使用する。『スカーレット・バイオレット』では教師のジニアがオスの個体を先発として使用するほか、スター団のメロコがメスの個体を再戦時に使用する。
ヒスイのすがた
タイプ：ほのお・いわ、高さ：2.2m、重さ：182.9kg。かくれ特性：いしあたま。ヒスイ地方のウインディの姿。原種の長毛の部分が黒く尖った岩のようになり、シーサーを彷彿とさせる容姿をしている。炎を纏った牙で相手に食らいつく。大柄な体格とは裏腹に俊敏な動きを得意とし、その光景はまるで演舞の様だと言われている。
『LEGENDS アルセウス』では群青の海岸の島キングとして登場。これと別にウォロが使用する。
『Let's Go! ピカチュウ・Let's Go! イーブイ』では乗れるポケモンとして登場。速さはペルシアンと同じ。
アニメ版『ポケットモンスター』ではシゲルの手持ちポケモンとして登場。カントーリーグではセイジのポケモンとして登場、キングラーを「りゅうのいかり」で退けたが、「だいもんじ」で氷のフィールドを溶かしたことが仇となり、水で威力が増したピカチュウの「10まんボルト」で敗れる。声優は小西克幸。
『アドバンスジェネレーション』では3匹の子供ガーディを育てる母親ウインディが登場した他、バトルドームではフロンティアブレーンのヒースの手持ちとして、ラグラージと共に登場する。
『ダイヤモンド&パール』では、ジュンサーやマイのポケモンとして登場した。
テレビアニメ第8シリーズ（『リコとロイの旅シリーズ』）では第3話冒頭にて、リコの祖母であるダイアナ（声 - 吉沢希梨）のパートナーである個体が登場し、後に第24話で実際に登場した。使用する技は「かえんほうしゃ」（第25話から使用）、「しんそく」（第32話から使用）、「にほんばれ」（第33話から使用）、「フレアドライブ」（第74話から使用）。また、かくれ特性「せいぎのこころ」を持つ個体である。他には第9話でリコの家には彼女の父であるアレックスが描いた絵画が飾られている。こちらの声優はライジングボルテッカーズのメンバーであり料理人でもあるマードックおよびフリードのパートナーの一匹であるリザードン役の三宅健太（第75話のエンディングクレジットで判明）。

## ニョロモ
| 分類: おたまポケモン     | タイプ: みず         | 高さ: 0.6m   | 重さ: 12.4kg     |
| 特性: しめりけ/ ちょすい | かくれ特性: すいすい | 進化前: なし | 進化後: ニョロゾ |

オタマジャクシの様な形をしたポケモン。黒いからだで唇が厚く腸が透けて渦巻きになっているなど、オタマジャクシの持つ特徴が強調されている。
同じおたまポケモンであるオタマロと異なり足で歩けるが、泳ぐ方が得意。皮膚は薄く湿っている。腹の皮が薄いため、内臓が透けて渦巻き模様に見える。基本的に右巻きだが、生まれた地方によっては左巻きになっている。この巻き方の違いには地方の赤道が関係するとの事。手はないが、しっぽで「おうふくビンタ」を食らわす。
ニョロモは『ポケットモンスター 赤・緑』製作時に最初に立案されたポケモンである。オタマジャクシの腸が透けて渦巻き模様に見える、という田尻智の少年時代の思い出が生かされており、北半球と南半球の生息地の違いで、お腹のうずまきが逆回転しているところが世界の多様性の象徴で、もっとも好きなポケモンだという。
トレーナーでは『エメラルド』でジムリーダーのアダンが1回目の再戦で使用。『スカーレット・バイオレット』の有料追加コンテンツ「ゼロの秘宝 前編・碧の仮面」ではブルーベリー学園の生徒でありゼイユの弟でもあるスグリがクリア前の2戦目で使用し、3戦目およびクリア後の2戦目ではニョロゾに進化した。
アニメ『ポケットモンスター』ではカスミのポケモンとして登場。声優は三木眞一郎。漫画『ポケットモンスターSPECIAL』ではゴールドのポケモンとして登場する。後者のニックネームは「ニョたろう」。

## ニョロゾ
| 分類: おたまポケモン     | タイプ: みず         | 高さ: 1.0m       | 重さ: 20.0kg     |
| 特性: しめりけ/ ちょすい | かくれ特性: すいすい | 進化前: ニョロモ | 進化後: 本文参照 |

ニョロモの進化形。ニョロモと比べると腹の渦巻き模様が逆になっている。口が退化したが鳴ける。分類は「おたまポケモン」である。手袋を着用したような手が生えた。やはり全身がぬめぬめしており、敵に襲われて捕まったり、かみつかれたりしても、ぬるりと逃れられるのが強み。腹の渦巻き模様で敵に催眠術をかけて逃げる事もある。捕食者の多いポケモンの世界において、捕食者から逃げる事を第一に考えている。水陸のどちらでも生活できるが、敵に襲われる事が少ないため水中を好む。
「みずのいし」を使うとニョロボンに、「おうじゃのしるし」を持たせて通信交換するとニョロトノにそれぞれ進化する。
トレーナーでは『エメラルド』でジムリーダーのアダンがニョロモを進化する形で2回目から3回目の再戦で使用し、4回目の再戦でニョロトノに進化した。『スカーレット・バイオレット』の有料追加コンテンツ「ゼロの秘宝 前編・碧の仮面」ではブルーベリー学園の生徒でありゼイユの弟でもあるスグリがクリア前の3戦目およびクリア後の2戦目で使用し、クリア前の5戦目およびクリア後の3戦目でニョロボンに進化した。
アニメ版『ポケットモンスター』ではカスミのポケモンとして登場。同作のジョウトリーグでは、ジュンイチのポケモンとしても登場する。ジュンイチは「みずでっぽう」の指示を出そうとしたがマントの裾を踏んで転んでしまった隙を狙われ、モエのマグマラシの「かえんほうしゃ」で敗北した。
漫画『ポケットモンスターSPECIAL』ではレッドのポケモンとして登場。ニックネームは「ニョロ」。レッド (ポケットモンスターSPECIAL)#手持ちを参照。同作のゴールドも所持している。ニックネームは「ニョたろう」。
ポケモンの生みの親である田尻智は、最も愛着のあるポケモンとしてニョロゾを挙げている。『タイム』国際版、1999年11月22日号の表紙では、ピカチュウやミュウツーなどの人気ポケモンを差し置いて中央に据えられた（TIME Magazine Cover）。
ポケモンセンタートウキョーの開店当初（日本橋）店舗ロゴには、左側にピカチュウ・ヒトカゲとともに描かれていた。2007年7月の移転（浜松町・後に池袋）以降、ニョロゾが配置されている箇所はポッチャマに変更されている（店内には「突如姿を消したポケモン」としたエピソードが書かれている）。ポケモンセンタートウキョーに設置してある自動販売機にもニョロゾが描かれている。

## ニョロボン
| 分類: おたまポケモン     | タイプ: みず/ かくとう | 高さ: 1.3m       | 重さ: 54.0kg |
| 特性: しめりけ/ ちょすい | かくれ特性: すいすい   | 進化前: ニョロゾ | 進化後: なし |

ニョロゾの進化形の一つ。ニョロゾに「みずのいし」を与えることで本種に進化する。ニョロゾが筋肉質になったような外見をしており、シルエットはカエルに近くなったが、黒っぽい体色や腹の渦巻きを残している通り、分類は「おたまポケモン」である。
全身の筋肉が強靭に発達し、バタ足だけでも休むことなく太平洋を軽く横断するほどの持久力と、クロールやバタフライなどの力強い泳法によってオリンピック選手でさえ軽く追い抜いてしまう瞬発力を獲得した。ほんの一瞬だけならば、水上を走ることさえ可能である。なお筋力を表す表現として、公式設定では上記のように泳ぎが用いられる事が多いが、水中ではなく地上で生活する習性を持つ。
ポケモンスタジアムシリーズでは攻撃の際に妙なポーズをキメるシーンがある。
トレーナーでは『金・銀・クリスタル』およびリメイク版『ハートゴールド・ソウルシルバー』ではジムリーダーのシジマがエースポケモンとして使用。『ブラック2・ホワイト2』ではジムリーダーのマキシが使用。『サン・ムーン』およびマイナーチェンジ版『ウルトラサン・ウルトラムーン』ではしまキング兼四天王のハラが使用。『赤・緑（青・ピカチュウ）』のリメイク作品である『ポケットモンスターLet's Go! ピカチュウ・Let's Go! イーブイ』では四天王のシバが使用。『スカーレット・バイオレット』の有料追加コンテンツ「ゼロの秘宝 前編・碧の仮面」ではブルーベリー学園の生徒でありゼイユの弟でもあるスグリがニョロゾを進化する形でクリア前の5戦目およびクリア後の3戦目から使用。
アニメ『ポケットモンスター』では、オレンジ諸島編でヒデ（声 - 真殿光昭）のポケモンとして登場し、お腹にリーグで優勝したベルトをつけている。相性の悪いサトシのピカチュウを力づくで負かし、リザードンもサトシの指示を聞かずに行動したため完全に受け流し、「れいとうビーム」で氷漬けにして勝利する。その後、サトシが徹夜で看病して指示を聞くようになったリザードンには敵わず「ちきゅうなげ」の前に敗れる。使用技は「みずでっぽう」、「かげぶんしん」、「さいみんじゅつ」、「れいとうビーム」。
ジョウト編ではゲームと同様にジムリーダーのシジマのポケモンとしても登場しピカチュウ、ベイリーフと対戦し、敗北した。他にも強面ゆえに悪役系のゲストポケモンとして何度か登場している。
漫画版『ポケットモンスターSPECIAL』ではレッドのポケモンとして登場。ニックネームは「ニョロ」。その他に、タンバシティジムリーダーでありグリーンの師匠であるシジマも使用する。

## ケーシィ
| 分類: ねんりきポケモン         | タイプ: エスパー           | 高さ: 0.9m   | 重さ: 19.5kg       |
| 特性: シンクロ/ せいしんりょく | かくれ特性: マジックガード | 進化前: なし | 進化後: ユンゲラー |

黄色と茶色をした小動物のようなポケモン。眠ったままでも周りの様子を察知し、敵が近づけば「テレポート」で逃げる。起きている時も目が細い。1日の睡眠時間は18時間と、ほとんど寝て過ごしている。
レベルアップで覚える技が「テレポート」しかないため、バトルの最中に「テレポート」で逃げるパターンが多いので、登場したらすぐゲットしないといけない。
アニメ版ではヤマブキシティのジムリーダー・ナツメの手持ちポケモンとして登場。サトシとのジムバトル中に、ナツメのケーシィが目を開き、ユンゲラーに進化する。DPではユンゲラーに代わってミルのポケモンとして登場。「テレポート」で様々な場所に移動できるが、水の中ではバトルできない弱点を持っている。ロケット団に捕まった時にエスパー技を防ぐ網によって「テレポート」の脱出を封じられるも、サトシのナエトルの「はっぱカッター」で網を切られ脱出に成功する(なお、ロケット団はエスパー技以外で攻撃することを想定していなかった)。他にもゴウの思い出のポケモンとしても登場している。声優はマリナ・アイコルツ。
『大乱闘スマッシュブラザーズ SPECIAL』ではモンスターボールから出るポケモンの一体として登場。テレポートを使い、相手を瞬間移動させる。

## ユンゲラー
| 分類: ねんりきポケモン         | タイプ: エスパー           | 高さ: 1.3m       | 重さ: 56.5kg       |
| 特性: シンクロ/ せいしんりょく | かくれ特性: マジックガード | 進化前: ケーシィ | 進化後: フーディン |

ケーシィの進化形で、ケーシィがレベル16で進化した姿。髭が生え、細かった目は開かれ鋭い目つきになる。額には赤い星型の模様が、腹部にはESPカードに見られる波型の模様がある。脳が発達したため頭が若干大きくなり重くなっているので、超能力で頭を支える。超能力の研究を手伝っていたエスパー少年が、ある朝目覚めたところユンゲラーになっていたと噂されている。筋力がほとんどないため、体を動かす時も超能力を使う。
超能力を発揮する度に体表面から特殊なアルファ波が発生、特に両目を閉じた際には通常時の2倍のアルファ波が発生するという。傍に近寄るだけで頭痛が起こるため、扱うトレーナーにも強い精神力が要求される。このアルファ波によって精密機械に異常をきたし、テレビに不思議な影が映ったり、時計が逆回転したりといった現象が起こる。星型模様にサイコパワーを蓄えて進化の時に備える。
ピンチに陥るほど能力が高まる、強い精神力を持つポケモン。手に持っている銀のスプーンを見つめる事で、精神を統一しアルファ波を高めているので、スプーンなしではいつもの半分しか超能力が使えなくなる。銀色のスプーンしか使わず、金色では超能力が使えないらしい。尻尾は弾力性があり、寝る時は枕になる。
ひげが生えているが♀もいる。『ダイヤモンド・パール』以降は♂に比べて♀のひげは短い。
ポケモンスタジアムシリーズでは戦闘不能時にスプーンを投げるシーンがあるが、これは「匙を投げる」のことわざが元ネタである。
アニメ版では、ジムリーダー・ナツメのケーシィが進化し、サトシのピカチュウも簡単に負かすほど強化されている。ナツメとシンクロしていたらしく、ゴーストの爆弾ギャグでナツメが笑いだし、自身も腹を抱えて大笑いをして戦意喪失した（これを見たナツメの父が戦闘不能と判断した）。『アドバンスジェネレーション』には第146話に登場しているが、『ダイヤモンド&パール』以降のシリーズには登場していない（『XY』第54話ではアイキャッチのみ登場）。
このポケモンについては、ユリ・ゲラーが自分のイメージを盗用されたとして抗議を寄せている（ポケットモンスター#関連事件・批判を参照）。裁判の末任天堂側が勝訴した。が、この抗議があってから、ポケモンカードではユンゲラーはカード化されておらず、「コレクションナンバー」（ポケモンカードに振られている通し番号。ポケモン図鑑の番号とは異なる）のDPBP#070は欠番になっている。なお、ユリ・ゲラーは2020年11月29日、自身のTwitterにおいて、過去の裁判を謝罪すると同時にユンゲラーのカード販売復活について、任天堂に一任する意向を示している。

## フーディン
| 分類: ねんりきポケモン         | タイプ: エスパー           | 高さ: 1.5m         | 重さ: 48.0kg |
| 特性: シンクロ/ せいしんりょく | かくれ特性: マジックガード | 進化前: ユンゲラー | 進化後: なし |

ユンゲラーの進化形で、ユンゲラーを通信交換することで進化する。額の星マーク、腹部の縦波の模様、尾などが退化するなど、ユンゲラーよりも無駄のない体格になっており、体重も減っている。一方で両髭は長く伸びており、スプーンも両手に2本を持つようになった。なおこれらのスプーンは、フーディンが超能力により生み出したものであり、1本ずつが世界に2つとないオリジナルといわれている。このスプーンを使って食べた物はなんでも美味しくなるらしく、フーディンが心から信頼した相手に譲るケースもある。なお第四世代以降ではユンゲラーと同様メスの個体は髭が短い。『赤・緑・青・ピカチュウ』では薄らではあるものの額に六芒星のような意匠があるが、『金・銀』以降ではそれが消えている。
脳細胞は死ぬまで無限に分裂を続け、結果知能指数5000という頭脳を持つに至った。発達した頭脳はスーパーコンピューターをも上回る処理速度と、生まれてから体験した世界の出来事全てを覚えておける記憶力を兼ね備え、あらゆる超能力を自在に使いこなすとともに、計算によって闘いを有利に進め相手を倒す。ユンゲラーから引き続き、両目を閉じる事で全身の感覚が研ぎ澄まされ最高の能力が発揮できる。全身から強い念力が溢れ出しているため、そばにいる者は頭痛に襲われる。
強い超能力と高い頭脳と引き換えに、全身の筋力は非常に弱まっており、筋力ではなく超能力によって体を動かしている。特に脳が細胞分裂を繰り返し頭が重くなっている結果、頭部を首の筋肉だけでは支えきれない為、頭部の保持にも超能力が必要。なおその頭は歳老いた個体ほど巨大化している。
第一世代で最強を誇っていたエスパータイプの中でも対戦では特にその実力を買われた。全国大会でも高い素早さを活かして強烈な攻撃を繰り出すポケモンとして活躍し、ニンテンドウカップ97の参加者15人中9人が使用するという実績を残している。
ポケモンだいすきクラブが発表したデータによると、第一世代のポケモンの中で鳴き声の長いポケモンの第3位である。
ポケモンスタジアムシリーズではダメージを受けると体を横にして起き上がる。
『X・Y』以降では「メガフーディン」へとメガシンカを遂げる。
メガフーディン
頭部がさらに発達し、上部に伸びるように大きくなる。額にはサイコパワーを放出する赤い宝石状の器官が付加され、髭も仙人のように白く豊富なものを蓄えるようになる。スプーンも2本から5本に増える。持てる力の全てをサイコパワーに費やすようになった影響で筋力を喪失、2本持っていたスプーンは手で持たず5本すべて超能力で浮かせ、打撃攻撃の際にはこのスプーンをぶつける。地に足を踏みもせず座禅を組んで浮遊している。故に頭以外は更に細く弱々しいものになり、手足も異常に細くなり退化寸前になった。メガシンカにより予知能力も発達し、相手を見るだけで生まれてから死ぬまでを見通すことができる。
ぼうぎょ・とくこう・すばやさが上昇しており、特にとくこうが大きく上昇している。特性は「トレース」に変わる。
本編では、『赤・緑・青・ピカチュウ』『ファイアレッド・リーフグリーン』ではヤマブキシティジムリーダーのナツメとライバルが使用し、『金・銀・クリスタル』でもグリーンとナツメが引き続き使用する他(『ハートゴールド・ソウルシルバー』でのグリーンの個体はカイリキーに差し替えられている)、当作品のライバルが使用する。『ダイヤモンド・パール・プラチナ』では四天王のゴヨウが使用。「サン・ムーン」ではエーテル財団のザオボーとポケモントレーナーのデクシオが使用し、デクシオの個体はメガシンカしてくる。「シールド」ではセイボリーが使用する。
ポケモンスタジアムシリーズではダメージを受けると中年男性のようなポーズで起き上がるシーンがある。
『ポケモン不思議のダンジョン 青の救助隊・赤の救助隊』では主要人物になっており、チーム「FLB」のリーダーである。その知能を生かして主人公に貢献する。一人称は「ワシ」。なお、携帯型ゲーム機における『ポケモン不思議のダンジョン』では、座禅を組んだようなポーズをしながら低空を浮遊して移動するが、グラフィック上のみの演出であり、浮遊移動能力は持っていない。
アニメ版では、古代遺跡にて封じられていた巨大なフーディンが出現し、巨大ゲンガーと戦う。しかし、その後現れた巨大プリンの歌によって再び眠りにつく。『ミュウツーの逆襲』ではアーマーを身に着けたミュウツーとバトルするが、念力でスプーンを曲げられ投げ飛ばされ敗れた。オレンジ諸島編ではルリコのポケモンとしてガラガラと共に登場。タッグバトルというダブルバトル（実際の物とは違い味方のうち1体が倒された時点で終了となる）に似たルールでバトル。「サイコキネシス」で相手の動きを止め、ガラガラの「ホネブーメラン」で攻撃するというコンボで、サトシのピカチュウとリザードンを追いつめるも、この戦法を逆手に取られガラガラの「ホネブーメラン」でかく乱し「はかいこうせん」で勝負を決めようとしたところをガラガラのブーメランが直撃し、そのままガラガラに向けて「はかいこうせん」を発射したことでガラガラが戦闘不能になりルリコの敗北となる。ジョウト編ではスイクンを追う青年ミナキのポケモンとして登場。対スイクン用として特殊攻撃力が極限に高められ、一度はスイクンと対峙するがあっけなく敗れる。他にもシゲルのブラッキーと対戦したトレーナー・ノボルのポケモンとしても登場しており、このフーディンは4つ以上の技を使用していた。『アドバンスジェネレーション』ではフロンティアブレーン・リラのポケモンとしても登場。サトシとバトルをし、一度目はヘイガニ、ケンタロスを立て続けに倒すが、2回目のバトルではサトシとの呼吸が合ったヘイガニに敗れる。

## ワンリキー
| 分類: かいりきポケモン       | タイプ: かくとう           | 高さ: 0.8m   | 重さ: 19.5kg       |
| 特性: こんじょう/ ノーガード | かくれ特性: ふくつのこころ | 進化前: なし | 進化後: ゴーリキー |

自分を鍛えるのが好きで、鍛えるごとに様々な格闘技が身につく。食事も栄養価の高いものを好むが、味の好みではなく本能的に効率よく屈強な肉体を作り上げるためだという。少年のような外見をしているが♂♀両方存在する（性別比は3･1でオスの比率が高い）。人間の子供ほどの大きさしかないが、山に住むワンリキーは、ゴローンを持ち上げて身体を鍛える為、平均的な大人なら100人、ゴローンの進化前のイシツブテなら数百匹それぞれ持ち上げられる。どんなに運動しても痛くならない、特別な筋肉の持ち主。トレーニングで自信がつくと、マクノシタなど他の格闘タイプのポケモンに勝負を挑む。レベル28でゴーリキーに進化する。
『赤・緑』のクチバシティでは、老人がビルを建てるために土地を確保し、ワンリキーに地均しさせている場面がある。しかし、ビルの建設費用の工面ができないためか、続編の『金・銀』においても未だ更地のまま。
アニメではポケモンボクシング・PK大会のポケモンとして初登場。サトシのオコリザルを圧倒させたものの反撃で敗北。『アドバンスジェネレーション』ではジムリーダー・トウキのポケモンとして登場。初戦ではサトシのスバメを負かし、キモリに敗北、再戦ではヘイガニに敗北。これ以外にもゲストポケモンとして何度か登場。
WEBアニメ『薄明の翼』ではサイトウのポケモンとして登場。声優は古島清孝。

## ゴーリキー
| 分類: かいりきポケモン       | タイプ: かくとう           | 高さ: 1.5m         | 重さ: 70.5kg       |
| 特性: こんじょう/ ノーガード | かくれ特性: ふくつのこころ | 進化前: ワンリキー | 進化後: カイリキー |

筋骨逞しい人間の男性のような姿のポケモン。力が強すぎるために腰のパワーセーブベルトで制御をしている。真の強敵に立ち向かうとき、ベルトを外して全力で闘う。いかつい外見だが心は優しく、ゲーム内ではビルの建設や家の引越し、デパートの倉庫の荷物運びを手伝うなどの描写がある。肉体労働のみならず、その肉体美を活かし彫刻のモデルとして芸術家を手伝うこともある。とにかく人間のために地道に働くポケモンの代表格である。腰に黒い海パンのようなものがあるが、これは本物ではなく模様である（カイリキ―も同様）。
ワンリキーがレベル28で進化するほか、野生でも出現する事もある。トレーナーでは、やまおとこやカラテおうがよく使う。♀も♂同様の筋骨隆々の姿である。
ファイナルファンタジーVIIでは同名のモンスターが五強の塔に登場するが姿は全く異なる。
アニメ版では、かくとうタイプのジムリーダーの手持ちに登場するが、いずれもやられ役の立ち回りである。体力仕事などを手伝うシーンやバリヤードが所属するサーカス団のメンバーでもある。『ダイヤモンド&パール』ではヒカリのライバルであるケンゴのポケモンとして登場している。
WEBアニメ『薄明の翼』ではサイトウのポケモンとして登場。声優は最上嗣生。

## カイリキー
| 分類: かいりきポケモン       | タイプ: かくとう           | 高さ: 1.6m         | 重さ: 130.0kg |
| 特性: こんじょう/ ノーガード | かくれ特性: ふくつのこころ | 進化前: ゴーリキー | 進化後: なし  |

ゴーリキーの進化形。あらゆる格闘技（かくとうわざ）をマスターしており、ゴーリキー同様がたいのいい男性のような姿をしているが、腕は4本に増え貫禄が増した。進化前の海パンのような模様もそのまま残っている。その発達した腕からは1秒間に500発のパンチを出す事ができ、もしそれを食らい掴まったったものなら、自由を奪われ地平線の果てまで飛んでいくと言われている。ゲームの技ではないが、4本の腕で相手の手足を複雑な向きに締め上げるオリジナル格闘技を持ち、人々はしばしばこれを「カイリキースペシャル」と呼ぶ。腕１本で山一つ動かすパワーを持っており、ダンプカーすら軽々持ち上げられる。考えるよりも先に手が出るが、手先が不器用なので細かい作業をすると腕が絡まる。しかし『サン・ムーン』では進化前のゴーリキーに変わって役所などで人間と共に働く描写がある。強者に出会うと闘志を燃やす。また、4本の腕は遊泳の際にも活躍し、海に生息するポケモンにも負けないほど速く泳ぐ事が出来る。
当初は、ゴーリキーから進化することでパワーセーブベルトが外れるという設定があった為、カイリキーは黒い海パン一丁の姿をしていたが、『ファイアレッド・リーフグリーン』の発売時に描きかえられた新しい公式イラストでは、ゴーリキーのベルトを着けたままの姿に変更され、『ダイヤモンド・パール』以降はゲーム中のグラフィックも同様の姿になった。ちなみにベルトに刻印されている「P」は「ポケモン」ではなく「パワー」。ゴーリキーとカイリキーはパンツを穿いているように見えるが実は何も穿いておらず、パンツに見えるものは模様である。
野生では出現せず、ゴーリキーを通信交換に出す事で進化する。『赤・緑』『ファイアレッド・リーフグリーン』『金・銀・クリスタル』及び『ハートゴールド・ソウルシルバー』ではポケモンリーグ四天王・シバの切り札ポケモンとして有名。なお『ハートゴールド・ソウルシルバー』に限って、カントー地方のジムリーダーで元チャンピオンのグリーンも（フーディンに代わって）使用している。他にも「サン・ムーン」ではライドポケモンとして貸し出され、ひでん技「かいりき」のように人力では動かせない巨大なブロックを押して動かせる。『Let's Go! ピカチュウ・Let's Go! イーブイ』でも乗れるポケモンとして登場、主人公を肩車にピカチュウを抱えて移動する。速さは普通。「ソード」ではジムリーダーのサイトウがエースポケモンとして使用し、キョダイマックスする。
『サン・ムーン』では『サン・ムーン』のCMに出演した吉田沙保里に因んだ「サオリのカイリキー」が配布された。カイリキーのレベルは、配布当時の吉田沙保里の年齢と同じだった。
キョダイマックスのすがた
パンツに見える模様が長くなり、ズボンを履いているようにも見えるようになった。4本の腕の力がさらにみなぎり、爆弾に匹敵するパンチを繰り出す。桁外れのパワーを持ち、大型船を担ぎ港まで運ぶ。キョダイマックスわざの「キョダイシンゲキ」は当てた後に自分の技が急所に当たりやすくなる「きあいだめ」の効果がそのまま追加効果となっている。野生の個体は『ソード』のみの登場。
「ソード」ではジムリーダーのサイトウがエースポケモンとして使用する。
『ポッ拳 POKKÉN TOURNAMENT』のバトルポケモンの1匹。ビルドアップを行う事で1回だけポケモンわざが強化される。共鳴バースト時は制限なく強化ポケモンわざやクロスチョップを放つ事ができる。鈍足でデュエルフェイズに遠距離攻撃が無く、ブロック攻撃が上段という弱点を抱えているが、近づけさえすれば大逆転を可能にする超パワーを持っているポケモン。
『Pokémon UNITE』では操作ポケモンとして登場。持ち前の格闘技を活かした豪傑アタッカー。ユナイトわざは連続でダメージを与える「ごうけつラッシュ」。
テレビアニメでは進化前の2種を含め、作中に登場するトレーナーのカイリキーは主にリーグ戦などの大会でのやられ役的な立ち回りがほとんどである。XYでは森を守るポケモンとしても登場。『劇場版ポケットモンスター ミュウツーの逆襲』のオープニングでは、海賊風トレーナーの手持ちポケモンとして登場。サトシのゼニガメと対決し、あわ攻撃によって敗れる。テレビアニメ第7シリーズ（『新無印編』）ではゲームと同様にサイトウが使用し、キョダイマックスも披露した。声優は間宮康弘。
ゲーム『ソード・シールド』の前日譚を描いたWEBアニメ『薄明の翼』ではゲームと同様にサイトウのポケモンとして登場。第1話でダンデのリザードンに敗北し、続く第2話でサイトウと共に修行する。声優は伊原正明（第1話）→最上嗣生（第2話）。
『ちゃお』で連載されているテレビアニメ第8シリーズ（『リコとロイの旅シリーズ』）を基にした漫画『ポケットモンスター 〜よりみちぼるてっかーず!!〜』では2ひきめ「キャプテンピカチュウ」の7ページの1コマ目にてリコのイメージとして登場。

## マダツボミ
| 分類: フラワーポケモン | タイプ: くさ/ どく       | 高さ: 0.7m   | 重さ: 4.0kg      |
| 特性: ようりょくそ     | かくれ特性: くいしんぼう | 進化前: なし | 進化後: ウツドン |

人の顔に見えるマヨネーズのチューブのような形のつぼみに、茎で出来た細い体、両手のような大きい葉っぱ、根で出来た足で歩き回る植物ポケモン。伝説上の植物である「マンドラゴラ」の一種ではないかといわれている。ジャングルなどの湿地帯に生息し、地面に足を埋めて養分を吸収するが、その途中に襲われると逃げるのに時間がかかる。小さな虫を捕食する。動く物に反応する習性があり、細い蔓を伸ばしてくる。
『金・銀』のキキョウシティには「マダツボミのとう」という塔が立っている。全長30mのマダツボミが塔の中心で揺れる柱になったという言い伝えがある。
ポケモンスタジアムでは葉っぱを2枚生やすシーンがある。
アニメ版では、カントー地方ポケモンリーグ4回戦で、サトシの対戦相手・カオルコが切り札として使用。サトシは「数合わせのポケモンか」と見下していたが、見た目からは想像もつかない程強く、その油断が仇となってサトシのフシギダネ、ピカチュウを倒したが、相性の悪いベトベトンに敗北する。ジョウト地方でも、ジュースが発酵できたツボツボを見分ける事が出来る「ポチ」という名前のマダツボミが登場する。発酵出来てないと「マダマダ」と言う。また、ロケット団のムサシも使用しており、小柄ながらもすさまじい威力の「パワーウィップ」を繰り出す。一方で逃げ足も速い。声優は愛河里花子。
OVA「ピカチュウのなつまつり」ではポケモン達を纏める長老として登場。ピカチュウ達にボスゴドラ率いる「はがねの島」の存在を教える。そこへマリルリを救出に向かったピカチュウ一行を案じ、オオスバメとホエルオーを派遣した。

## ウツドン
| 分類: ハエとりポケモン | タイプ: くさ/ どく       | 高さ: 1.0m         | 重さ: 6.4kg        |
| 特性: ようりょくそ     | かくれ特性: くいしんぼう | 進化前: マダツボミ | 進化後: ウツボット |

マダツボミから進化した食虫植物型のポケモン。黄色い筒型の体の左右に葉っぱが1枚ずつ付いており、最下部は丸い大きな口となっている。この口から何でも溶かすといわれる溶解液を吐き出し獲物を溶かしてから食べる。口には酸化を防ぐ部分がある為、自身が溶ける事は無い。
また、各種有害な粉を放出する事も出来る。葉っぱの部分はカッターのようによく切れるなどひょうきんな顔に似合わずなかなか攻撃的なポケモン。後部のつるで木の枝にぶら下がる。
アニメ版ではジムリーダーのポケモンとしても登場している。カントー地方のジムリーダー・エリカのものは、体を回転させて「はっぱカッター」を相手に放つが、サトシのヒトカゲの「かえんほうしゃ」で燃えた葉っぱが落ち、そのまま「ロケットずつき」で倒される。『X・Y』でもカロス地方のジムリーダー・フクジが使用し、「どくのこな」等でサトシのポケモン2体を苦しめたが、のちにゲコガシラに敗れた。
一度だけロケット団のコジロウの手持ちポケモンとしても登場した。

## ウツボット
| 分類: ハエとりポケモン | タイプ: くさ/ どく       | 高さ: 1.7m       | 重さ: 15.5kg |
| 特性: ようりょくそ     | かくれ特性: くいしんぼう | 進化前: ウツドン | 進化後: なし |

ウツドンの進化形。ウツドンがさかさまになったような外見をしている。食虫植物であるウツボカズラに良く似た形をしているが、頭の葉っぱの形が異なる、実際には袋状の部分の側面に葉っぱはない、甘い匂いは口の中ではなく葉の裏から出ている、蔓が生える部分も袋状の部分の下部から根元まで繋がっている等の違いがある。食虫植物がモチーフであるものの、タイプ上むしタイプと相性が悪い。
体内の蜜の様な溶解液は骨も溶かすほどの溶解力があり、口から出る溶解液（蜜）の香りで獲物を呼び寄せる。溶解液の香りは獲物を溶かす程に比例して甘さが増す。ジャングルの最深部にはウツボットだらけの地帯があり、入ってしまうと二度と帰ってこられないと言われる。
ウツドンに「リーフのいし」を使用する事で進化する。
トレーナーでは、「赤・緑・青・ピカチュウ・ファイアレッド・リーフグリーン」「金・銀・クリスタル・ハートゴールド・ソウルシルバー」ではタマムシシティジムのジムリーダー、エリカが使用する(「Let's GO! ピカチュウ/イーブイ」では再戦時のみ)。「X・Y」ではジムリーダーのフクジが再戦時にウツドンから進化する形で、「スカーレット・バイオレット」ではアカデミー教師のジニアが使用する。
「ポケモンマスターズEX」ではフクジのウツドンが進化する。
ニンテンドウカップ99の優勝者メンバーの1体でもある。
アニメ版ではロケット団のコジロウの手持ちポケモンとして登場。ボールから出るたびにコジロウを飲み込むのがお約束。オレンジ諸島編第18話『みなみのしまだよ ぜんいんしゅうごう！』では、飲み込んでからコジロウが抜け出すまでの時間が一番長かった。

## メノクラゲ
| 分類: くらげポケモン           | タイプ: みず/ どく       | 高さ: 0.9m   | 重さ: 45.5kg       |
| 特性: クリアボディ/ ヘドロえき | かくれ特性: あめうけざら | 進化前: なし | 進化後: ドククラゲ |

2本の触手を持つクラゲの姿をしているポケモン。体の99%は海水で出来ている。赤い部分から光線を発射する。触手の先端の「どくばり」で動きを封じる。波に打ち上げられて浜辺で干からびる姿が目撃されることもあるが、海に戻せばたちまち復活する。
『赤・緑・青・ピカチュウ』では19番水道のサマービーチにいるNPCが「メノクラゲにさされないようにきをつけておよげよ!」と忠告しているが、ゲーム中にメノクラゲに刺されるイベントは無く、この発言はあくまで世界観の説明としての意味しか持たない。
パルデア地方には、似た姿だがタイプも生態もまるで異なる別種のポケモン・ノノクラゲ（きくらげポケモン）がいる。
アニメ版では第19話「メノクラゲドククラゲ」で初登場。大量のメノクラゲと巨大ドククラゲが街を襲う様子が描かれている。ゴウがゲットするシーンもある。

## ドククラゲ
| 分類: くらげポケモン           | タイプ: みず/ どく       | 高さ: 1.6m         | 重さ: 55.0kg |
| 特性: クリアボディ/ ヘドロえき | かくれ特性: あめうけざら | 進化前: メノクラゲ | 進化後: なし |

メノクラゲの進化形。進化前と同様、クラゲの姿をしており、名前の通り毒を持つ。頭の部分は大きく広がり顔の部分が黒くなっている。触手はメノクラゲから大幅に増加し、設定では80本あるという。また、長生きの個体は触手が何本がちぎれており、見るからに少ないのが分かるほど。触手の毒刺胞に刺されたら、たちまち全身に痛みが走る。この触手は全てドククラゲの思い通りに動くとともに水分が供給される限りドンドン伸び、周囲に張り巡らせて獲物を確保したり、締め付けて毒を注入したりする。身体の前後にある一対の水色のトゲは、巨大な毒針である。別名「海のギャング」とも呼ばれており、稀に大量発生するとあたりの海から魚ポケモンがいなくなるとのこと。ゲーム本編やアニメなどで悪役として描かれることが多い。
普段は海底の入り組んだ岩場に群れを作っている。危険を察知すると、頭の赤い水晶体を激しく点滅させて仲間に危機を知らせる。
『青』でのグラフィックでは腕組しているような絵柄になっている。パルデア地方にはノノクラゲ同様、リージョンフォームではない全くの別種であるリククラゲが登場している。
『ポケットモンスター』第19話「メノクラゲドククラゲ」ではメノクラゲの大群のうちの1匹が三杯酢で巨大化して進化、街に上陸して暴れまわる姿が描かれている。オレンジ諸島編の話である92話「さよならコダック! またきてゴルダック?」ではゲストキャラクターであるツバキの手持ちポケモンとして登場し、カスミのトサキントと戦う。114話「さよならラプラス!」では、ラプラスの群れを密漁する海賊が使うポケモンとして登場。『ミュウツーの逆襲』ではウミオのポケモンとして登場、水面にいたためすぐに捕まり、ミュウツーのボールから出た後はロケット団に絡みついた。その後、コピーと対戦。陸上の行動やバトルのシーンがある。他にも海辺でサトシたちを襲う悪いポケモンとして何度か登場している。
サイドストーリーの「天駆ける伝説 ヒロシとファイヤー!」ではロケット団・ヤマトの手持ちポケモンとして登場。なお、本編ではコサブロウが技の指示を出していたが、「アニメ ポケットモンスター 全冒険バトル図鑑」ではヤマトのポケモンとして紹介されている。

## イシツブテ
| 分類: がんせきポケモン       | タイプ: いわ/ じめん   | 高さ: 0.4m   | 重さ: 20.0kg     |
| 特性: いしあたま/ がんじょう | かくれ特性: すながくれ | 進化前: なし | 進化後: ゴローン |

いわタイプのポケモン。頭部から2本の腕が生え、拳は頭部の2/3ほどの大きさ。空中に浮遊して行動する事が多い。山道の地中に身体を半分ほど埋めて眠るため、登山者に踏まれる事が多く、たまに足を掴んで転ばせるイタズラもする。性格が荒々しいので、最悪の場合では両腕を振り回して襲い掛かる事がある。長生きすればするほど体は丸く削れるが、性格は相変わらずゴツゴツと荒々しい。稀にドサイドンの手に装填され、岩石の代わりに発射されることもある。
体重が20kgあるにもかかわらず、ボール代わりにして投げ合う「イシツブテ合戦」という遊びがあるとポケモン図鑑には記されている。なお、『青』など一部の作品では2.0kgと表記されていたりする。英語名のgeodudeは「地球＋奴」であると『ブラック・ホワイト』で説明されている。ポケモンだいすきクラブのブラウザゲームとしても「カイリキーのイシツブテ合戦」が登場している。
『ポケットモンスター』のゲームシリーズでは、多数の岩タイプのジムリーダーが1番手として使用する事が多い。第1世代ではタケシ、第3世代ではツツジ、第4世代ではヒョウタが使用する。3人とも各地方で最初に会うジムリーダーであり、さらにタケシとヒョウタは共に、イワークを2番手に繰り出している。
アニメ『ポケットモンスター』ではタケシのポケモンとして登場。声優は三木眞一郎。オレンジ諸島編ではダンの手持ちポケモンとして登場し、他のポケモンが作った雪玉をロケット団の気球に向かって投げつけて撃退する。『アドバンスジェネレーション』ではジムリーダー・ツツジの手持ちとして登場。キモリを倒すがピカチュウに敗れる。こちらの声優は石塚運昇。『ダイヤモンド&パール』ではジムリーダー・ヒョウタが使用するポケモンとして登場する。シンジのマリルリを倒すが、エレキッドに敗れる。サトシとの再戦ではエイパムに敗れる。アニメにおける鳴き声は「ラッシャイ!」と言う板前の掛け声のような独特なもの（戦闘不能になると「アガリ」と言う）。
アローラのすがた
タイプ：いわ / でんき、高さ0.4m、重さ20.3kg、特性:じりょく/がんじょう/エレキスキン(隠れ特性)。アローラ地方でのイシツブテの姿。体色は青みがかった灰色。頭部に毛、眉毛があるが、これは体の特に磁力が強い箇所に砂鉄がびっしりと張り付いて毛のように見えているもの。ひんしになると抜け落ちるモーションが見られる。 毛のほかにも細かい差異があり、シルエットは原種ほどゴツゴツしておらず滑らか。 指も5本ではなく、親指と人差し指は独立しているが中指から小指までの3本は一体化している。通常種がドサイドンに飛ばされるのに対し、こちらは同地方のゴローニャの背中に希に装填・発射されることもある。
タイプにはシリーズ初の組み合わせとなる「いわ・でんき」。「じめん」の代わりに「でんき」が付加されており、特性も「いしあたま」に代わり「じりょく」を持っている。  レベルアップでもでんき技をいくつか覚えるようになった。
アニメではサトシがムーランドサーチの最中にゲットしようとしたが、失敗して逃げられてしまった。使用技は「かみなりパンチ」。

## ゴローン
| 分類: がんせきポケモン       | タイプ: いわ/ じめん   | 高さ: 1.0m         | 重さ: 105.0kg      |
| 特性: いしあたま/ がんじょう | かくれ特性: すながくれ | 進化前: イシツブテ | 進化後: ゴローニャ |

イシツブテの進化形で、イシツブテがレベル25で進化した姿。腕が4本に増えたが、長い方は攻撃、短い方は食事に使われるらしい。コケが生えた岩が好物で一日に1トン食べる。道にある障害物を押しつぶしながら山道を転がり落ちてくる事があるため、登山する際には注意が必要。転がる途中で体が欠けても気にしない。何かにぶつかって止まるまで、斜面が続く限りひたすら転がり続ける。ワンリキーのトレーニングに付き合わされる事がある。岩でできた体は火山の熱に耐えるほど頑丈。
アニメ版では第9話で初登場。セイヨ（声 - 冬馬由美）は学校の貸し出し用ポケモンのゴローンを使い、カスミのスターミーの苦手な水タイプの技をものともせず、コアを砕き勝利。ポケモン検定試験の試験官の貸し出しポケモンとしても登場しており、コジロウの貸し出しポケモンのピカチュウの電撃技は通用せず、勝利。第189話のプロの温泉掘りのミキオ（声 - 郷里大輔）のポケモンとしても登場。『あなをほる』の特技を使い、より深く掘るのに活用される。
アローラのすがた
タイプ:いわ・でんき、高さ1.0m、重さ110.0kg、特性:じりょく/がんじょう/エレキスキン（隠れ特性）。アローラ地方でのゴローンの姿。眉毛、もみあげ、腕毛のようなものがあるが毛が生えている訳ではなく、体表の磁力が強い箇所に砂鉄が集まったもののようだ。力尽きると磁力が弱まるようで、倒れる際によく見ると腕の砂鉄がぽろぽろ落ちている。ドラバイトという鉱物が好物であり、全身に散りばめられた黄色い石は食べたドラバイトが結晶となって浮き出たもの。技を使うときなどには仄かに光る。イシツブテからさらに指の本数が減っており、親指以外はすべて一体化してまるで鍋掴みや革手袋のようになっている。体色はイシツブテ同様に青みがかった灰色なので、黄色い結晶がよく目立つ。ゴローン同士が喧嘩すると身体を激しくぶつけ合い、その度に火花が散り山々に轟音がこだまする。地元ではこれを「陸花火」と呼ぶ。

## ゴローニャ
| 分類: メガトンポケモン       | タイプ: いわ/ じめん   | 高さ: 1.4m       | 重さ: 300.0kg |
| 特性: いしあたま/ がんじょう | かくれ特性: すながくれ | 進化前: ゴローン | 進化後: なし  |

ゴローンの進化形で、ゴローンを通信交換することで進化する。岩石をまとめたような丸い体に怪獣のような頭になり、腕は2本分退化している。移動する時は頭や手足を引っ込めてサッカーボールのように丸まってそのまま転がる。身体はダイナマイトで爆破しても傷一つ付かないが、雨や湿気を嫌う。1年に1回脱皮し、脱皮して体が柔らかい時に大きくなる。脱皮直後は少し白っぽいが、空気に触れれば短時間で普段の色に戻る。抜け殻は触っただけでボロボロ崩れ、土に還る。この抜け殻を畑に撒くと、作物の発育が促進されるので肥料の代わりにもなる。年老いると脱皮しなくなり、長く生きたゴローニャの色は苔むした緑色となっている。自身を爆発させる事が可能で、爆発の衝撃で隣の山まで飛んで移動できる。山から転がってくる事があるため、ふもとの街では深い溝を掘り街まで転がらないように対策している。また、初代ポケモンとしてはカビゴンに次ぐ体重である。
野生では存在しないポケモンの一種であり、通信交換によりゴローンが進化する。『赤・緑』では全ポケモンの中で唯一、野生でもトレーナー戦でも決して会う事は出来ないが、『青』ではグレンタウンのおじいさんのゴローンをユンゲラーと交換する事ができ、ゴローニャに強制進化する。
トレーナーでは「金・銀・クリスタル・ハートゴールド・ソウルシルバー」のニビシティジムリーダーのタケシや「ダイヤモンド・パール・プラチナ」の四天王のキクノが使用する。「プラチナ・ブリリアントダイヤモンド・シャイニングパール」では他にジムリーダーのヒョウタも初戦のイシツブテが進化する形で使用する。「LEGENDS アルセウス」ではギンガ団団長のデンボクが使用する。
外伝作品『ポケモン不思議のダンジョン 青の救助隊・赤の救助隊』では、チーム・ゴロゴロのリーダーとして登場。
アニメ『ポケットモンスター』では、チャリンコ暴走族のリーダー・マサ（声：小西克幸）の手持ちで、サトシのヒトカゲと戦うが「かえんほうしゃ」と「ほのおのうず」で火車と化してしまう。トキワジム戦でサカキがシゲルとのジム戦において使用したが、ニドキングとの「たいあたり」同士の対決で敗北。カントーリーグではシゲルの対戦相手のヨシキが使用、ニドキングの「つのでつく」を掴んだまま「ちきゅうなげ」で勝利。この敗北により反省したシゲルは心を入れ替え、派手な行動や傍若無人な態度をとることはなくなった。
ジョウト編では怪盗ゴローニャ（声：池田勝）の相棒として登場。ジョウトリーグではシゲルの手持ちポケモンとしても登場、リザードンが「ちきゅうなげ」を繰り出そうとしたが、ゴローニャの体重に耐えきれず思わず落としてしまい、「ころがる」で攻撃しようとしたところを「りゅうのいかり」一撃で敗北。
『ダイヤモンド&パール』では四天王・キクノの手持ちポケモンとして登場する。
『ミュウツーの逆襲』では海賊風トレーナーのポケモンとして登場、何故か効果がないはずのピカチュウの電撃であっさりと敗北した。
アローラのすがた
タイプ:いわ・でんき、高さ1.7m、重さ316.0kg、特性:じりょく/がんじょう/エレキスキン（隠れ特性）。アローラ地方でのゴローニャの姿。進化前同様、磁力によって体に砂鉄が付着し、髭や胸毛のように見える。腕は通常種に比べ短くなっており、指も2本になっている。背中には1対の黒い突起が発生しており、ここから帯電させた大岩をレールガンのように発射する。岩石は着弾すれば周囲一帯に凄まじい電撃が迸り、相手には直撃せずとも掠るだけで麻痺・失神させる威力を持つが、連射ができないため周囲のイシツブテを岩石がわりに装填・発射することもある。気難しく頑固な気質ゆえ、不機嫌になると全身から放電し、雷鳴のごとき咆哮をあげる。
進化条件は通常種と変わらず、ゴローンからの通信交換。「サン・ムーン」ではカプの村でゴーストをゴローンと交換してくれる人がおり、受け取ると強制進化する。トレーナーでは「サン・ムーン」のアーカラ島しまクイーン兼四天王のライチやキャプテンのマーマネが使用する。
アニメでは野生のポケモンとして登場。サトシ達ウルトラガーディアンズを自分たちの餌を盗みに来たと勘違いし襲いかかるが、マーマネのメタングとの一騎打ちに敗北。その後は山男にゲットされた。

## ポニータ
| 分類: ひのうまポケモン   | タイプ: ほのお             | 高さ: 1.0m   | 重さ: 30.0kg       |
| 特性: にげあし/ もらいび | かくれ特性: ほのおのからだ | 進化前: なし | 進化後: ギャロップ |

炎の鬣を持つポニーのような姿をしたポケモン。進化してギャロップになると炎はより激しさを増す。ジャンプ力は東京タワー・エッフェル塔はおろかエアーズロックを飛び越えるほど、足のヒヅメはダイヤモンドの10倍硬い、とされる。着地時の衝撃は硬い蹄と脚の筋肉で和らげる。生まれたてのポニータは走るのが下手で立つのがやっとだが、転びながら親や仲間と競走する内に足腰が強く育ち、伸びる牧草を何度も飛び越える事でジャンプがうまくなる。炎の鬣と尻尾は生まれてから約1時間で生え揃い立派な姿となる。背後に気配を感じると硬い蹄で蹴り飛ばしてしまう。進化形のギャロップ同様、普段はその熱い炎で近寄ってきた外敵を火傷させ身を守るが、ポニータに認められた者は燃える鬣に触れても熱くなくなり、背中に乗る事も可能となる。
TVアニメ版では第33話に初登場。遊牧民フウコ（声：白鳥由里）のポケモンで、レースに出場する予定だったが、前夜に練習していたところドリオとロケット団が遠方から気づかれぬよう妨害し、驚いたポニータからフウコが落馬・骨折しレースに出られなくなってしまう。その代わりにサトシが出場する事になった。レース終盤でドリオのドードリオに妨害されるも、ギャロップに進化して逆転勝利する。この回はポケモンアニメで最高視聴率だった回である。
ガラルのすがた
分類:いっかくポケモン、タイプ:エスパー、高さ0.8m、重さ24.0kg、特性:にげあし/パステルベール。
ガラル地方でのポニータの姿。『シールド』のみ登場。頭に小さな角を生やし体色は白でたてがみは炎ではなくふわふわとした毛になっている。ガラル地方の森に古くから住み着いており、何世紀も生命エネルギーを浴びた結果この姿となった。空気中の生命エネルギーをたてがみに蓄えることができ、エネルギーが満ちているほどたてがみが輝く。小さな角には癒しの力を秘めており、多少の傷ならば角を擦り寄せて治す。瞳を覗いて心を読む力を持ち、邪な気持ちを持つ者の前では姿を消してしまう。専用特性の「パステルベール」は自分や味方がどく状態になることを防ぐ特性。さらに味方を戦闘に出すとどく状態を回復する効果もある。
「ソード・シールド」ではライバルのビート、「シールド」ではライバルのセイボリーが使用する。
『テレビアニメ第7シリーズ』第55話では「君とルミナスメイズの森の物語」の小説に出てくるポケモンとしてギャロップと共に登場。ギャロップの怪我を治すようコハルに頼む。声優は武隈史子。

## ギャロップ
| 分類: ひのうまポケモン   | タイプ: ほのお             | 高さ: 1.7m       | 重さ: 95.0kg |
| 特性: にげあし/ もらいび | かくれ特性: ほのおのからだ | 進化前: ポニータ | 進化後: なし |

ポニータの進化形で、ユニコーンのように額に角が生えている。走る事が大好きで、普段はのんびりと野原を駆け回っているが、一度本気を出すと鬣の炎が燃えあがり、走り始めると10歩で最高速度に至る強烈な加速力を持つ。走る速度は最高240km/hで一部の新幹線（主に整備新幹線の最高速度）と同じ速度。体中に極熱の炎を身にまとっているが、これは心を許した者には熱さを感じさせず、背中に乗ることもできる。群れの序列にも脚の速さが重視されており、一番速い個体がリーダーになり、群れの進行ルートと走る速度を決める。自分より速く動く物体を発見すると競走したくなり、全速力で追い掛け始める。
ゲームでは、カントー地方のジムリーダー・カツラが使ってくる（『金・銀・クリスタル』と『ハートゴールド・ソウルシルバー』(初戦時)では切り札）他、「ダイヤモンド・パール・プラチナ」のライバル(最初にナエトルを選んだ場合はゴウカザルに差し替えられ使わない)や四天王オーバが使用する。「Let's GO! ピカチュウ/イーブイ」ではカツラの他にライバルが使用。「LEGENDS アルセウス」ではギンガ団警備隊隊長のペリーラが使用する。
『Let's Go! ピカチュウ・Let's Go! イーブイ』では乗れるポケモンとして登場。全ての乗れるポケモンの中では一番移動速度が速い。
TVアニメ版では第33話に登場。レース終盤でドリオのドードリオに妨害されたポニータがギャロップに進化し、猛烈な走りで追い上げて勝利し、腹いせに襲いかかったドリオとドードリオを後ろ足で蹴り飛ばし返り討ちにした。『ミュウツーの逆襲』ではスイートのポケモンとして登場、ミュウツーに捕まりコピーと対戦。
ガラルのすがた
分類:いっかくポケモン、タイプ:エスパー・フェアリー、高さ1.7m、重さ80.0kg、特性:にげあし/パステルベール/きけんよち（隠れ特性）。ガラル地方でのギャロップの姿。たてがみが長くカールした大人びた感じになっている。角が長くのび、ユニコーンにより近い外見になった。角から放つ「サイコカッター」は分厚い鉄板でさえ切り裂くほどの威力。勇猛果敢で誇り高く、足先の毛にサイコパワーを溜めて軽やかに森を駆け回る。
「ソード・シールド」ではライバルのビート、「シールド」ではライバルのセイボリーがそれぞれポニータを進化する形で使用する。
『テレビアニメ第7シリーズ』第55話では小説「君とルミナスメイズの森の物語」の小説に出てくるポケモンとして登場。足を怪我していた。

## ヤドン
| 分類: まぬけポケモン       | タイプ: みず/ エスパー     | 高さ: 1.2m   | 重さ: 36.0kg     |
| 特性: どんかん/ マイペース | かくれ特性: さいせいりょく | 進化前: なし | 進化後: 本文参照 |

カワウソのような姿をしたポケモン。体色はピンク。「まぬけポケモン」の分類の通り、とぼけた表情をしている。衝撃を受けてから5秒後に痛みを感じるほどの鈍感さ。尻尾からは甘い無毒の汁が染み出るが、特に栄養はない。この尻尾は珍味として需要があるらしく、非合法な乱獲が行われることもあるが、ヒワダタウン以外ではそれほど需要が無く、他の地域の人は顔をしかめるという設定である。一方アローラ地方では、干した尻尾を塩水で煮込んだ料理が家庭の味とされているが、人の手ではなく何らかでちぎれたものか否かは不明。ヒワダタウンに限っては、あくびをすると雨が降るという言い伝えがある。
尻尾を水面に垂らして上記の甘い汁を餌にして釣りをする習性があるが、この時尻尾にシェルダーが噛みつき、そのままヤドランに進化することがある。またこの時、低確率で頭を噛まれてヤドキングに進化することもある。シェルダーがヤドンの尻尾に噛みつくのはヤドンの尻尾の味が好きだからだという。
『赤・緑』より登場。レベルアップでヤドランに、また『金・銀』以降は「おうじゃのしるし」を持たせて通信交換する事でヤドキングへ進化する。
『金・銀・クリスタル』では、ロケット団がヒワダタウンの「ヤドンのいど」を襲い、生息するヤドンを密猟、尻尾を販売するという場面が見られ、チョウジタウンの土産物屋などで実際に「おいしいシッポ」というアイテムも登場する。『ソード・シールド』では、キャンプで作るカレーの食材として「しっぽのくんせい」というアイテムがあり、こちらは「おいしいシッポ」より遥かに安値。
食べ物によっては尻尾の味が変わることもあるが、原因は食べ物の味なのか成分なのか詳細は不明である。
ガラルのすがた
タイプ:エスパー、特性:くいしんぼう/マイペース/さいせいりょく（隠れ特性）。ガラル地方でのヤドンの姿。頭と尻尾の先が金色になっている。時々引き締まった表情をするのはガラルにある植物のタネを食べたのが原因。そのため、尻尾はスパイシーな味がする。このヤドンは特別な方法でゲットが可能。ある道具を使うとガラルのすがたのヤドランとヤドキングに進化する。2020年1月9日ライブ配信されたポケモンダイレクトから発表された。
TVアニメ版では第17話に初登場。ピカチュウとヒトカゲに道を聞かれるが無視し、釣りを始める。最後には夕日に照らされたままシェルダーを釣り、ヤドランに進化する。リージョンフォームの個体はコオリッポがつまずいたのが初登場。ゴウもゲットしており、声優は坂田将吾。

2015年4月1日には、香川県観光協会がエイプリルフールの企画として「あくびをすると雨が降る言い伝えによる水不足の解消や尻尾の甘みをテーマに、無人島の施設で極秘に研究していたが、同月1日の未明に800匹のヤドンが脱走した」という嘘のニュース記事を発表した。その後、2018年4月1日には香川県がエイプリルフールの企画として「うどん県をヤドン県に改名する」と発表し、さらに同年4月12日から4月30日まで「ヤドンパラダイスin香川」というコラボレーション企画が実施された。
ポケモン大好きクラブ公式アニメ『ポケモンパペット劇場 パペモン』では第2話に登場。シェルダーとコンビで登場し、ボケを担当する。
2014年にはポケモンだいすきクラブがヤドンの特集を公式サイト上に公開しており、イマクニ?がヤドンのテーマソングを歌っている。香川県が「うどん県PR団」に任命しており香川県の観光に一役買っている。

## ヤドラン
| 分類: やどかりポケモン     | タイプ: みず/ エスパー     | 高さ: 1.6m     | 重さ: 78.5kg |
| 特性: どんかん/ マイペース | かくれ特性: さいせいりょく | 進化前: ヤドン | 進化後: なし |

ヤドンの進化形の一つ。シェルダーが尻尾に噛み付くとヤドランへ進化するが、このシェルダーは二枚貝ではなく、サザエのような巻貝の姿をしている。ヤドンがそのまま立ち上がったような外見で、ヤドンの外見はほぼ変わっていない。
噛み付いたシェルダーから入った毒素によって痛覚が麻痺しており、痛みに関してはヤドン以上に鈍い。一方で、尻尾をシェルダーが強くかむとその衝撃で少し頭が冴える。また、シェルダーはヤドランの食べ残しから養分を得ている。激しい戦闘でシェルダーが外れる事があり、その際は退化してヤドンになってしまう。尻尾で釣りができなくなったため、ヤドラン本体が食料を得る際は嫌々ながら自ら水中に入って採取を行う。
ゲーム作品においては、進化の際に手持ちにシェルダーが必要というわけではなく、激しい戦闘をしてもヤドンに退化する事はない。『赤・緑・青・ピカチュウ』『ファイアレッド・リーフグリーン』では四天王のカンナ（『ファイアレッド・リーフグリーン』の再戦時ではイノムーに変更）が、『金・銀・クリスタル』および『ハートゴールド・ソウルシルバー』では四天王のイツキが使用してくる。『スカーレット・バイオレット』ではアカデミー教師のジニアが使用する。
さらに『オメガルビー・アルファサファイア』からは「メガヤドラン」へメガシンカできるようになった。
メガヤドラン
高さ：2.0m、重さ：120.0kg、特性：シェルアーマー。しっぽのシェルダーにメガシンカエネルギーの全てが集中し、何者からも傷つけられない鉄壁の鎧と化した。一方本体のヤドンは消化液に浸った事で覚醒し、僅かなやる気と多くのパワーを得た以外は特に変化はなく、シェルダーに丸呑みにされて胴体をすっぽり覆うような形状となり、殻から腕としっぽを出し、しっぽでとび跳ねて移動するようになる。因みに、シェルダーの体内は結構快適との事らしい。
メガシンカによって「ぼうぎょ」「とくこう」の2つのみが大きく上昇し、タイプはそのままで特性は「シェルアーマー」に変化する。
ガラルのすがた
タイプ：どく・エスパー、重さ70.5kg、特性：クイックドロウ。ガラル地方でのヤドランの姿。『ソード・シールド エキスパンション』の追加コンテンツに登場。ヤドン（ガラルのすがた）にガラナツブレスを使用することで進化する。
ガラル地方のヤドンがシェルダーに噛まれたことでヤドンの体内にあったスパイスが科学反応を起こし、タイプが変化。本来のヤドランと違い、シェルダーは尻尾ではなく腕に噛み付いている。シェルダーが比較的一回り小さいため体重が少し軽くなっている。ボーッとしている性格は本来のヤドランと変わりないが、シェルダーに噛まれると急に殴りかかったり、神経が刺激すると相手に毒液を放つなどかなり危険な存在となっている。専用技は「シェルアームズ」。シェルダーの先端から毒液を噴射する。相手をどく状態にするだけでなく、物理・特殊によって与えるダメージが変わり、それによってより高いダメージを与えることができる。また、技の演出が変わるのも特徴で、物理型には殴り、特殊型には毒液を噴射する。専用特性の「クイックドロウ」は一定の確率で先制できるようになる特性。トレーナーでは「ソード」のクララ及び「シールド」のセイボリーが使用し、クララの個体はダイマックスを行う。
『Pokémon UNITE』では操作ポケモンとして登場。高い耐久力を活かして相手の攻撃を受け流すディフェンスタイプ。ユナイトわざは目前の相手にダメージを与える「やぁん?キネシス」。
TVアニメ版では第67話に初登場。、オーキド博士が、なぜヤドランに進化すると2枚貝のシェルダーが巻貝になるのか悩んでいて、サトシはポケモン学の権威であるニシノモリ教授に聞きにいくことに。ヤドンからヤドランに進化した後カスミのコダックと再び会話をしたが、進化しても相変わらずで、やはり周囲から一生会話が終わらないと言われた。
1997年・1998年の公式大会の全国トーナメントで登場しなかったポケモンのみ参加できる1999年の全国大会では優勝者の手持ちポケモンになるという実績を残している。「ドわすれ」で強化して特殊技を放つ強力なポケモンとして、この大会フォーマットではペルシアンと共に双璧を成した。
2018年2月にポケモンだいすきクラブに寄稿された『ウルトラサン・ウルトラムーン』の記事では、技「からにこもる」を使ったヤドランの姿について「ヴィーナスの誕生のようだ」とプレイヤーの感想が述べられている。

## コイル
| 分類: じしゃくポケモン     | タイプ: でんき/ はがね | 高さ: 0.3m   | 重さ: 6.0kg        |
| 特性: がんじょう/ じりょく | かくれ特性: アナライズ | 進化前: なし | 進化後: レアコイル |

人間が電気を使うようになってから、いつのまにか都市部に出現し始めたと言われるポケモン。金属的な球状の体に大きな一つ目を持ち、上部から1本、下部左右から2本のねじが突出している。左右にはU字磁石のようなユニットを持ち、最大で半径100m以内の鉄を吸い付ける。またこのユニットから電磁波を放射して反重力を発生させて宙に浮いている。
電気を食べて生きており、鉄塔や電線、ブレーカーに取り付いて電気を吸収することがある。体内の電気が切れて地面に転がっている事もあり、電池をあげると活動する。近年では送電には地中線を使用しているため、発電所を襲うコイルが増加している事から、コイルが嫌う電波を流す発電所も有る。無性別ポケモン。
初登場時である『赤・緑』では一般的なでんきタイプのポケモンだったが、『金・銀』ではがねタイプが追加された。
TVアニメ版では第30話に初登場。ベトベターが大量発生した発電所で住処を守る為ピカチュウと共にベトベターを退治した。以降のシリーズで別個体が何度か登場している。
『ポケットモンスター 4コママンガ劇場』に掲載された向水遥の4コマ漫画では、ピカチュウと並ぶ主要キャラクターとして描かれている。多くの場合ピカチュウと共に行動しており、一見すると仲睦まじいように見えるものの、性格は悪く、事あるごとに毒舌を吐きつつピカチュウの頬をつねり上げる。しかしその一方でコイルなりにピカチュウの事を好いているらしく、ピカチュウの友人であるニョロモに嫉妬する一面も見られた。このコイルの台詞はふきだしではなく、コマの端に字幕のように表記される。
Yahoo! きっずが2008年に実施した、映画『ギラティナと氷空の花束 シェイミ』に登場するポケモンの人気投票では2位に選ばれ、1位のシェイミ、3位のギラティナと共にデザインされた壁紙が配布された。この背景には、VIPPERによる大規模な組織票、及び投票ツールを用いた多重投票があったとされる。
2017年にはポケモンだいすきクラブがコイルの特集を組んだ。
スマートフォン用アプリ『Pokémon GO』では、不正アクセス対策として起動時やプレイ中に突然コイルが大きく描かれた画面が現れて画像認証を要求されることがあり、この現象はプレーヤーの間から「コイル警備員」という通称で呼ばれている。

## レアコイル
| 分類: じしゃくポケモン     | タイプ: でんき/ はがね | 高さ: 1.0m     | 重さ: 60.0kg       |
| 特性: がんじょう/ じりょく | かくれ特性: アナライズ | 進化前: コイル | 進化後: ジバコイル |

コイルの進化形であり、3体のコイルが磁力線によって連結している。1体1体の形状、色に進化前との差は無い。連結の際、1匹が上、2匹が下に並ぶ三角隊形となる場合とその逆の逆三角隊形となる場合とがある。一部のネジが減っているが、ポケモンスタジアムシリーズやポケモンコロシアムシリーズのようにネジが減らず単にコイルが3体並んでいるだけのように描写される場合がある。メタングやメタグロスのように脳も融合しているが、知能はそれほど高くなってはいない。
太陽に黒点が多く見られると発生しやすい。レアコイルがいる場所から半径1㎞の範囲では温度が2℃高くなる。また、強力な磁力線と電磁波を出して精密電気機器を壊す事があるため、大都市ではレアコイルの発生をサイレンで警告する所もあるという。雨雲が出来ると餌となる落雷を待つため上空に集まる習性が有る。
初登場時である『赤・緑』では一般的なでんきタイプのポケモンだったが、『金・銀』ではがねタイプが追加された。
ゲーム『ポケットモンスター ルビー・サファイア』と『オメガルビー・アルファサファイア』では、キンセツシティのジムリーダー・テッセンが切り札として使用。『プラチナ』では、ミオシティのジムリーダー・トウガンがドーミラーに代わり先鋒として使用する。
ポケモンスタジアムでは倒されるとバラバラになる。
TVアニメ版では『アドバンスジェネレーション』にてジムリーダー・テッセンの手持ちとして登場したが、帯電症状で暴走したピカチュウには勝てなかった。サトシのライバル・ジュンイチも所持しているが、こちらは色違いの個体。『XY』ではシトロンのポケモンとしても登場し、こちらは体を分裂させることができる。第8シリーズ（『リコとロイの旅シリーズ』）ではエクスプローラーズのメンバーであるスピネル（声 - 古川慎）のポケモンとして複数体が登場し、怪電波を発生させ、大規模な通信障害やブレイブアサギ号が故障する原因を作った。使用する技は「エレキボール」、「でんじほう」。

## カモネギ
| 分類: かるがもポケモン           | タイプ: ノーマル/ ひこう | 高さ: 0.8m   | 重さ: 15.0kg         |
| 特性: するどいめ/ せいしんりょく | かくれ特性: まけんき     | 進化前: なし | 進化後: ネギガナイト |

カルガモが手元にネギを持った姿をしている。ただしカモネギが持っているネギのような植物は、ゲーム中における図鑑の記載では一貫してネギではなくクキとされている。額にはV字型の模様があり、クキを構えて戦うその姿は侍を彷彿とさせる。持っているクキは戦いに用いるだけでなく自分の巣を作るためにも持ち歩いており、さらに非常食にもなっている。飛ぶ時はクキを嘴にくわえるか脚で掴んで運ぶ。クキが無くなると生きて行けなくなるので、クキを狙う相手とは命懸けで戦う。「きりさく」「いあいぎり」「リーフブレード」などクキを用いた斬撃系の技を多く覚えるのが特徴。クキの振り方には幾つかの流派の様な物があるとされる。
『赤・緑・青』、『ファイアレッド・リーフグリーン』ではゲーム内のトレーナーと交換でのみ入手できる。作中では希少なポケモンとして扱われ、かつてクキと一緒に料理すると美味であるという情報が広まったことで個体数が激減したという設定が一部攻略本で語られている。
『金・銀・クリスタル』、『ハートゴールド・ソウルシルバー』では、「ウバメのもり」で逃げた炭焼き職人のカモネギを追いかけるイベントがある。
TVアニメ版では第49話にてケイタの手持ちポケモンとして初登場。ケイタはカモネギに他人のポケモンを盗ませていたが、終盤で間違いに気付いたケイタは改心して盗んだポケモンを持ち主に返す。声優は山寺宏一。ゴウもカモネギをゲットした。声優はうえだゆうじ。
テレビアニメ第8シリーズ（『リコとロイの旅シリーズ』）では第6話のおまけコーナーである「フリード博士のポケモンゼミ」にてソウブレイズに斬られ真っ白になっていた様子が描かれた。
スマートフォン用アプリ『Pokémon GO』では、アジアのみに出現する地域限定ポケモンとして設定されており、捕獲しようとすると翼に携えたクキでプレイヤーに殴りかかってくるモーションがある。
ガラル地方とそれ以外とでは、扱うクキの大きさが異なる。野生での戦闘経験にも大きな差が生じ、延いては進化にも影響する。尚、ガラル地方のカモネギが扱うのは正真正銘のネギ。
ガラルのすがた
タイプ:かくとう、重さ42.0kg、特性:ふくつのこころ/きもったま（隠れ特性）。ガラル地方でのカモネギの姿。体色が黒くなっており、太く大きめのネギを持っている。ガラルに住み着いているうちにこのような姿になった。それ故に持ち前の飛行能力は完全に失ってしまっている。居合い斬りの様に軽やかな動きで戦う普通のカモネギに対し、こちらは大太刀を振り下ろす様に豪快な動きで戦う。戦闘中、相手へのクリティカルヒットを3回成功させるとネギガナイトに進化する。
『テレビアニメ第7シリーズ』では野生の個体が第27話から登場、ゲット前から多くのトレーナーを下してきた強者でその実力を認められサトシにゲットされた。バトル好きで好戦的な性格の持ち主。サトシ初のリージョンフォームでもある。第60話でネギガナイトに進化した。声優は三木眞一郎。

## ドードー
| 分類: ふたごどりポケモン | タイプ: ノーマル/ ひこう | 高さ: 1.4m   | 重さ: 39.2kg       |
| 特性: にげあし/ はやおき | かくれ特性: ちどりあし   | 進化前: なし | 進化後: ドードリオ |

突然変異で見つかったとされる、2つの頭を持つ鳥ポケモン。足が速く首が長いなど、ダチョウに近い特徴を持つ。飛行能力に乏しい一方で脚力が発達しており、時速100kmで走る。走る際に地面を抉るように蹴るため、その足跡の深さは10cmにも及ぶ。両方の頭を交互に上下させる事で走行時の安定感が増している。2つの頭が交互に眠り、常に片方が見張りを行う事で外敵から身を守る。交代の周期は約1時間。ただし、ごくたまに安心しきって両方の頭が眠っている事もある。二つの頭の遺伝子は全く同じであり、戦う時は息ぴったりのコンビネーションを見せる。首の色が性別によって異なり、オスは黒、メスは茶色である。
『ポケモンスタジアム』シリーズでは、一定の条件を満たす事で「ドードーのゲームボーイ」が使用出来る。これにより、64GBパックで接続したゲームボーイ版ソフトを通常の2倍の速度でプレイが出来る。
TVアニメ版ではシゲルの手持ちポケモンとして登場。

## ドードリオ
| 分類: みつごどりポケモン | タイプ: ノーマル/ ひこう | 高さ: 1.8m       | 重さ: 85.2kg |
| 特性: にげあし/ はやおき | かくれ特性: ちどりあし   | 進化前: ドードー | 進化後: なし |

ドードーの進化形。阿修羅のように「喜び」「悲しみ」「怒り」を表す3本の頭が生えているのが特徴で、進化する際に頭部の一つが分裂して3つの頭を持つようになったとされる。ドードーよりも足は遅くなってしまったが、代わりに長時間走る事が出来る。眠るときはどれか1つの頭は必ず起きているが、脳だけではなく肺や心臓も3つある。しかし、1つの頭で食事をすれば他の頭が食事をしなくても満腹になるらしい。ひでん技「そらをとぶ」を覚えるが、翼はない（ポケモンスタジアムシリーズでは飛ぶ際に足をバタバタさせる）。なお、初代のグラフィックでは首の色は茶色だが、『ダイヤモンド・パール』以降からは進化前同様♂は黒、♀は茶色となっている。体の主導権を握るのは一番首が太く力の強い頭。
『ポケモンスタジアム』に存在するゲームボーイのエミュレーションでは、3倍速でプレイできる「ドードリオのゲームボーイ」が存在する。
『Let's Go! ピカチュウ・Let's Go! イーブイ』では乗れるポケモンとして登場。見た目に反してそれほど速くはない。
TVアニメ版では第1話から登場しており、早朝にニワトリのように鳴いていた。このシーンは提供クレジットの背景として使用されている。第33話ではドリオ（声 - 結城比呂）の手持ちとして登場。走っている途中にポケモン図鑑で確認できないほど速い。このほか、ジムリーダー・ハヤトやシゲルの手持ちポケモンとして登場している。特にハヤトの個体に関しては、ジム戦で持ち前の健脚を生かした「そらをとぶ」でサトシ達を驚愕させた。

## パウワウ
| 分類: あしかポケモン               | タイプ: みず             | 高さ: 1.1m   | 重さ: 90.0kg     |
| 特性: あついしぼう/ うるおいボディ | かくれ特性: アイスボディ | 進化前: なし | 進化後: ジュゴン |

アザラシまたはアシカの様な姿をしたポケモン。頭の角は氷を砕くためのもので、寒さを好んで氷点下10℃の中を泳ぎ、分厚い脂肪のおかげで零下40℃までは活動が可能だが、暖かい海ではバテやすい。地上を歩く事は出来ないが水中ではしなやかに泳ぐ。昼間には浅瀬の海底で眠っている。泳ぐときは鼻の穴が閉まり毛皮により寒さから保護される。氷山に覆われた海を好み、氷の下で餌を取る。呼吸をするときは氷に穴を開ける。この様な地域に住む人間がパウワウを仲間にしている事が知られている。
TVアニメ版ではハナダジムの事実上のリーダーであるアヤメ、サクラ、ボタンのポケモンとして登場。ロケット団に奪われそうになったが、サトシのピカチュウの活躍で助けられた。

## ジュゴン
| 分類: あしかポケモン               | タイプ: みず/ こおり     | 高さ: 1.7m       | 重さ: 120.0kg |
| 特性: あついしぼう/ うるおいボディ | かくれ特性: アイスボディ | 進化前: パウワウ | 進化後: なし  |

パウワウの進化形。頭部に角を持ち、寒い海を時速8ノットで泳ぐ事が出来る。寒さに耐える為、身体には熱エネルギーが蓄えられている。また、寒ければ寒いほど活発になる。しかし、食後は消化を助けるため砂浜で日光浴をして体温を上げるなど、暑さにも少々耐えられるらしい。夜に食べ物を求めて泳ぎ回り、昼には浅い海底で寝る。昔、船乗りがジュゴンを人魚と見間違えたという実話もある。
『赤・緑・青・ピカチュウ』『ファイアレッド・リーフグリーン』『Let's Go! ピカチュウ・Let's Go! イーブイ』では四天王の1人、カンナが最初に繰り出すポケモンである。『金・銀』『ハートゴールド・ソウルシルバー』では、チョウジジムリーダーのヤナギが使用する。
TVアニメ版では第60話に登場。ハナダジムにいたパウワウがロケット団との戦闘中に進化した。『ミュウツーの逆襲』ではスイートのポケモンとして登場、スイートを乗せてミュウツーの城へ向かう。その後、ミュウツーに捕まりコピーとバトルする。陸上でもバトルや行動が可能。サトシがミュウツーとミュウの攻撃で石化した時はピカチュウの次に泣いた。ジョウト編ではジムリーダー・ヤナギのポケモンとして登場。水中からの「れいとうビーム」でサトシのヒノアラシを氷漬けにし「オーロラビーム」で攻撃しようとしたところで背中の炎で脱出される。その後、水中から「ずつき」を仕掛けるも同じく水中に飛び込んだヒノアラシの「スピードスター」で水中から投げ出されたところで「かえんほうしゃ」を食らいそのままフィールドの氷に叩きつけられ敗北。
第7シリーズではゴウのポケモンとして登場。声優はうえだゆうじ。性別はオスでメスの別個体に惚れるなど、惚れっぽいところがある。メスは清水理沙が担当。
ゲーム『ソード・シールド』のストーリーを基にしたWEBアニメ『薄明の翼』では第4話にて野生のジュゴンが泳ぐシーンがあるが、本来ジュゴンは『ソード・シールド』には登場しないため、公式ツイッターアカウントは「誤解を招く描写」であったとして謝罪した。
漫画や4コマシリーズではギャグポケモンとして登場。寒いギャグを言うたびに自分で笑うのがお約束。
現実にもジュゴンという動物が実在しているが、分類はあしかポケモン。

## ベトベター
| 分類: ヘドロポケモン         | タイプ: どく         | 高さ: 0.9m   | 重さ: 30.0kg       |
| 特性: あくしゅう/ ねんちゃく | かくれ特性: どくしゅ | 進化前: なし | 進化後: ベトベトン |

人類の生み出した廃棄物質から生まれたポケモンの一つ。月から発せられるX線を浴びた海のヘドロが変質して誕生したとされる。ヘドロで出来た二頭身の体とパッチリ開いた目、口を大きく開けたとぼけた表情が特徴。非常に臭い。大好物は汚い物。2匹が合体する事で、新しい毒成分が発生する。一方で清潔を嫌い、清潔な場所ではバイ菌を増やせないため、そういった環境下ではやがて死んでしまう。
TVアニメ版では『ダイヤモンド&パール』第88話にてヒカリがポケモンサマースクールで借りたポケモンとして登場。このベトベターは非常に人懐っこくヒカリにすり寄る事も多かった。それ以外ではエリカ（幼少期）を襲いクサイハナに撃退される野生ポケモンや、ゴウのポケモンとしても登場した。後者の声優はサクラギ博士役の中村悠一。
ポケモン Kids TVにて「あるくベトベター」という動画がある。真上から降って来たベトベターがベチョベチョという足音を立てながら歩く。ただ普通に歩くだけでなく、階段やボールの上、揺れる床、さらに土管に吸い込まれてまた降って来るのを繰り返す。様々な仕掛けによって変わる足音を聞きながら癒されるという内容になっている。また、仕掛けによってベトベターの表情が変わるのも特徴の一つ。
また、AI搭載のゴミ箱「はらぺこベトベター」というものがある。声優はゴウのと同様、中村が担当。
アローラのすがた
タイプ：どく・あく、高さ0.7m、重さ42.0kg、特性どくしゅ／くいしんぼう。アローラ地方でのベトベターの姿。歯のように見えるのは、食べたゴミの毒素が結晶化して硬くなったもの。この結晶は、分解する方法が解明されておらず、触れるだけでも危険とされている。アローラ地方の人口増加にともない、ゴミ問題が深刻化した。そこで、他の地方からベトベター連れて来られ、このベトベターがゴミを主食としているうちに、体質が変わり、姿も変化していった。いつもはゴミを食べているが、常に空腹状態で、ゴミがなくなるとあたりの人工物も食べ始めてしまう。アローラ地方のゴミ処理場には、100匹を超えるこのベトベターがおり、出されるゴミはすべてこのベトベターの食料となっている。ゴミのポケモンヤブクロンを追いかけ回す様子が日常的に見られる。

## ベトベトン
| 分類: ヘドロポケモン         | タイプ: どく         | 高さ: 1.2m         | 重さ: 30.0kg |
| 特性: あくしゅう/ ねんちゃく | かくれ特性: どくしゅ | 進化前: ベトベター | 進化後: なし |

ベトベターの進化形。ベトベターがそのまま大きくなったような外見で、目が垂れ下がったやる気のなさそうな表情をしている。一見すると片腕がなくなったように見えるが、正面から見ればちゃんと両腕がある。そのため初代のイラストやグラフィックでは片腕だけ描かれていることが多かった。普段は地面に混ざって擬態しており、見ただけではわからない。その悪臭はベトベターの10倍は酷く、ヘドロゆえに暖かく湿った環境を好み、夏場は悪臭がより増す。それもモンスターボールに入っても悪臭が漏れるほど。しかしトレーナーと仲良くなれば悪臭は出さなくなる。他のヘドロなどのゴミを糧にしており、汚い町に好んで住み着き、その町はより汚くなってベトベトンが更に集まるという悪循環に陥る。触っただけで毒に冒される、体液1滴で25mプールの水が濁る、体液に触れた草木が一瞬で枯れるため歩いた後には決して草木が生えない等、猛毒のすさまじさを示す設定を持つ。ベトベトン自身は鼻が退化しているため悪臭を感じないらしい。最近では廃棄物のリサイクルや公害対策の技術の進歩により餌となる有害物質が激減。個体数も減っているらしく、絶滅を防ぐために人工のヘドロ池を作る取り組みが行われている自治体もある。
ゲーム中では「りかけいのおとこ」「ぼうそうぞく」「ロケットだんいん」が頻繁に使用する他、『赤・緑』『ファイアレッド・リーフグリーン』ではセキチクジムリーダーのキョウ、『金・銀』『ハートゴールド・ソウルシルバー』では四天王のキョウが使用している。『スカーレット・バイオレット』ではスター団のシュウメイが使用する。
ニンテンドウカップ2000全国大会では決勝進出者11人の内1人が使用している。
「ヘドロばくだん」や「ダストシュート」といったタイプ一致の技や「だいもんじ」や「10まんボルト」、「シャドーボール」や「かわらわり」、「だいばくはつ」などかなり豊富な技を覚える。
TVアニメ版ではサトシのポケモンとして登場。発電所で悪さをしていたベトベターたちの親玉だったが、サトシにゲットされる。ゲットされた後は非常に人懐っこい性格になり気に入った人（主にオーキド博士）を見ると抱き着く癖がある。また、セキエイリーグにも出場しており、対戦相手の強豪のマダツボミの攻撃をものともせず「のしかかり」で動きを封じて勝利した。他にもロケット団やプラズマ団のポケモンとしても登場している。『ダイヤモンド&パール』第87話「コダックの通せんぼ!」では3体のオスのベトベトンがコダックの暮らす池を乗っ取っていたが、サトシたちに撃退され、ヘドロの池に飛ばされた（池にいた3体のメスのベトベトンと恋に落ち、カップルが成立した）。
アローラのすがた
タイプ：どく・あく、高さ1.0m、重さ52.0㎏、特性どくしゅ／くいしんぼう／かがくのちから（隠れ特性）。アローラ地方でのベトベトンの姿。通常種のベトベトンとの外見上の差異は、ケミカルかつサイケデリックな体色と、全身からツメやキバのように露出したベトベター同様の毒素の結晶の2点が挙げられる。常に毒素を補給していないとエネルギーを維持できず、多種多様なゴミや人工物を手当たり次第に摂食する。その結果体内では毒素が蓄積するだけでなく、摂取したゴミが常に化学変化を繰り返して新しい毒素が発生、100種類以上の毒を体内に蓄えたことから、カラフルな体色と化している。この化学反応そのものが生命エネルギーとなり、体内の毒素は全て蓄積されるため、通常種のベトベターやベトベトンとは異なり悪臭は放たない。体表の猛毒の結晶は触れるだけで毒に侵され、そのまま攻撃に使ってくる上に、簡単に剥がれ落ち残ってしまうため極めて危険。全身に猛毒を秘めた危険なポケモンではあるが、気質自体はそれに反して温厚であり、人にもなつく。ただし旺盛な食欲ゆえに充分な食糧を与えられなかった場合、空腹から暴れ出し周りの家具など手当たり次第に壊して捕食を図る。
アニメではゲストとして登場している。

## シェルダー
| 分類: 2まいがいポケモン            | タイプ: みず         | 高さ: 0.3m   | 重さ: 4.0kg        |
| 特性: シェルアーマー/ スキルリンク | かくれ特性: ぼうじん | 進化前: なし | 進化後: パルシェン |

頑丈な貝殻を持つ二枚貝の姿をしており、貝殻の隙間からは大きな目を持つ中身が確認でき、中身からは大きな舌を常時露出している。貝殻はダイヤモンド以上の硬度を持ち、どのような攻撃にも耐えることができる。しかし中身の本体は非常に柔らかく、殻を開いて中身が露出した際に攻撃されると弱い。殻が非常に硬いにもかかわらず、大昔からオムスターに殻を食い破られ捕食されており、ハギギシリなどにも捕食される。硬い殻で相手を挟み込むことによる攻撃を行うが、それは同時に弱点である中身をさらけ出すことになる諸刃の剣である。
2枚の殻を開閉することで、後ろ向きに高速で泳ぐことができる。殻の開閉を問わず常時露出されている舌は、夜睡眠時に海底の砂に穴を掘り寝床を用意する用途で使われ、現実の二枚貝における足の機能に相当する。一部の図鑑などでは「舌の部分は実は足」と表記されている。殻の中に溜まった砂粒は、体液と混じり合うことによってきれいな真珠へと変わるが、シェルダーにとっては邪魔なため即座に吐き捨てられる。同じく二枚貝のポケモンパールルも真珠を作るが、シェルダーの真珠の価値はその1/10倍と桁違いの差がある。
『スカーレット・バイオレット』では主人公の先輩であるペパーが岩壁のヌシ戦で使用しそのまま手持ちに加えた後、パルシェンに進化した。
TVアニメ版では、第17話にてヤドンがしっぽでシェルダーを釣り上げて「ヤドラン?」と呟くシーンがある。このほか、ロケット団のムサシの手持ちポケモンとしても登場。
ポケモン大好きクラブ公式アニメ『ポケモンパペット劇場 パペモン』では第2話に登場。ヤドンとコンビで登場し、ツッコミ役を担当。

## パルシェン
| 分類: 2まいがいポケモン            | タイプ: みず/ こおり | 高さ: 1.5m         | 重さ: 132.5kg |
| 特性: シェルアーマー/ スキルリンク | かくれ特性: ぼうじん | 進化前: シェルダー | 進化後: なし  |

シェルダーの進化形。二枚貝を縦に開いたような姿で、貝殻表面にはカキのように鋭いトゲが無数に存在する。2重構造の貝殻は、シェルダー同様ダイヤモンド以上の硬度と、ナパーム弾でも破壊できないほどの強度を併せ持つ。特に表面のトゲは他の部位よりも遥かに硬く、これを敵に突き刺すことによって攻撃を行う。殻を動かす力も非常に強く、殻を閉じてしまうと外からはどんな怪力をもってしても開くことは不可能で、攻撃に移る時だけ殻を開き中身を露出する。中身は非常に柔らかいが、その正体は一切不明で一貫して黒い球体に顔が付いた形で表される。
海水を飲み込んで貝殻の隙間から勢いよく噴射する能力を持ち、背部からジェット噴射のように海水を噴射することで海中を泳ぐ他、海水噴射の勢いによって表面のトゲをキャノン砲のように発射することもできる。普段は殻をしっかりと閉じて身を守り、攻撃を受けると無数のトゲを発射して反撃する戦法を得意としている。なお潮の流れが激しい海に棲息している個体ほど、大きく鋭いトゲを持つ。攻撃や何らかの衝撃で殻に傷がつくと、傷の部分が徐々に膨らみ始め、新たなトゲになる。
防御力は非常に高いが特防が低いため、「かえんほうしゃ」や「10まんボルト」などで一撃で倒されてしまうことも少なくない。「からをやぶる」からの特性「スキルリンク」を生かした「ミサイルばり」「ロックブラスト」「つららばり」による5回連続攻撃戦法が得意。
『青』のみグラフィックが進化前同様、横向きになっている。
シェルダーにアイテム「みずのいし」を使用することで進化する。『赤・緑・青』『ファイアレッド・リーフグリーン』では四天王のカンナが使用するほか、『ピカチュウ』ではライバルのイーブイがシャワーズに進化しなかった場合に手持ちに加えている。『スカーレット・バイオレット』では主人公の先輩であるペパーがシェルダーを進化する形で使用。
TVアニメ版では第36話にてチャリンコ暴走族の副リーダー・ミサ（声-  木藤聡子）のポケモンとして登場。カントーリーグではセイジのポケモンとして登場、「からにこもる」でキングラーの「クラブハンマー」を防御するが、同じ箇所に連続攻撃され殻にヒビが入ってしまい敗れた。四天王カンナも使用。高い防御力でピカチュウを圧倒し、さらに「いかり」で「10まんボルト」を受け流してからの「とっしん」で勝利。この敗北によりサトシがあまり使わなかった敬語を使うなど人間的にも成長するようになる。サイドストーリーではロケット団・コサブロウの手持ちポケモンとして登場。

## ゴース
| 分類: ガスじょうポケモン | タイプ: ゴースト/ どく | 高さ: 1.3m   | 重さ: 0.1kg      |
| 特性: ふゆう             | かくれ特性: なし       | 進化前: なし | 進化後: ゴースト |

薄いガス状の生命体。紫色の猛毒ガスの中に黒く丸い顔が浮かんでいる。毒成分の威力はキングコブラ以上に強力で，インドゾウもたった2秒で倒れてしまうほど。獲物の近くに浮遊し、ガスで徐々に弱らせる。廃墟や洞窟、墓地や一部の森など薄暗い場所に生息する。ゴースの進化系統は全てどくタイプを併せ持つ。これはゴースが死者の魂や人間の感情から産まれた幽霊ではなく、図鑑の説明通りにガス状の物質的な生命体であることを示している。壁も通り抜けるため、研究者の間では光化学スモッグであるという説と超次元の生命体だという説に分かれる。強風が吹くと吹き飛ばされてしまう。質量は希薄でごく薄く、ゴーストと並んでポケモンの中で最も軽い。
手がないのにもかかわらずなぜか「ほのおのパンチ」「かみなりパンチ」「れいとうパンチ」をタマゴ技で覚えることができるが、どちらかと言うと物理攻撃より特殊攻撃の方が向いている。
TVアニメ版では第20話に登場。乙女ヶ岬という街で、2000年前に亡くなった娘の幽霊になっていた。声優は石森達幸。他の話でも進化形のゴーストやゲンガーと共に別個体として何度か登場している。
『大乱闘スマッシュブラザーズ for Nintendo 3DS』では、ゲームモードの1つ「フィールドスマッシュ」の敵キャラとして登場。飛び道具以外の攻撃が通じない。

## ゴースト
| 分類: ガスじょうポケモン | タイプ: ゴースト/ どく | 高さ: 1.6m     | 重さ: 0.1kg      |
| 特性: ふゆう             | かくれ特性: なし       | 進化前: ゴース | 進化後: ゲンガー |

ゴースの進化形。本体から独立した手を持つ。暗闇で1人でいるときにゴーストの視線を感じる事がある。舐められると体がしびれ、都市伝説では「寒気が治まらないまま日に日に衰弱して行き死に至る」と言われている。ゴースよりもハッキリした形を持つようになったが質量は変わらず、壁をすり抜けるなど生態的な特徴も同様である。光を嫌う為、新月の夜に活動し、夜中も明るい都会では絶滅の危機に有ると言われる。
『Let's Go! ピカチュウ・Let's Go! イーブイ』では乗れるポケモンとして登場。主人公を頭の上に載せて浮遊しながら移動する。浮遊しているのにもかかわらず、障害物を超えたり、水上の移動ができない（水上はヒジュツ・ミズバシリが必須のため）。
TVアニメ版ではサトシのポケモンとして登場。このゴーストはギャグが大好きなコミカルなポケモンとして描かれた。
別の話では、ゴースと共にかつてのご主人のトロフィーを探していた別個体として登場。居合わせたロケット団一味のニャースの頭を掴んだ状態で操り無理矢理喋らせることで、サトシ達に経緯を説明する。また、サトシ達が乗船した際にカスミのトゲピーがはぐれてしまうが、そのトゲピーの子守りもしていた。
なお、当ポケモンの鳴き声は第一・二世代のものと第三世代以降に分かれており、若干違っている。

## ゲンガー
| 分類: シャドーポケモン | タイプ: ゴースト/ どく | 高さ: 1.5m       | 重さ: 40.5kg |
| 特性: のろわれボディ   | かくれ特性: なし       | 進化前: ゴースト | 進化後: なし |

ゴーストの進化形。深い紫色の体で、足が生えてより生物的な姿となり、寸胴な人の形をしている。赤く染まった目にニヤリと不気味な笑みを浮かべた大きな口が特徴。
亡くなった人間の成れの果てであり、道連れを求めて人間の生命を奪おうと図る。ゆえに他者と絆を育むこともあるが、生命を狙う獲物と定めた相手にしかそれらしきものが芽生えないなど歪なものである。周囲の熱を奪う能力があり、室内に忍び込んだ際は室温が5℃は下がるとされている。部屋の暗がりや人の影といった暗闇に潜り込むことで、生命を狙う獲物をつけ回してタイミングを伺う習性があり、周囲の熱が奪われることから狙われた人間は悪寒が止まらなくなる。「山で遭難すると生命を奪いに現れる」「街灯の下を歩くとき、影が自分を追い越すのはゲンガーの仕業」「満月の夜に浮かぶ影など暗闇に笑顔が浮かぶのは人に呪いをかけて喜ぶゲンガー」「悪い子のところにはゲンガーがやってくる」などの、ゲンガーにまつわる都市伝説もいくつかある。名前の由来はドッペルゲンガー。優に数10m先まで舌を伸ばして人間を連れ去る噂があるという設定もある。
ゴーストが通信交換によって進化したポケモン。『赤・緑・青』『ファイアレッド・リーフグリーン』のオープニングでニドリーノ (『青』ではプリン)と戦っていた。
作中では実力者がよく使用しており、赤・緑・青・ピカチュウ・ファイアレッド・リーフグリーン・Let's GO!ピカチュウ・Let's GO!イーブイの四天王のキクコや『金・銀・クリスタル』『ハートゴールド・ソウルシルバー』のライバル(進化前から継続)、ジムリーダーのマツバや四天王のカリン、「ダイヤモンド・パール・プラチナ」のジムリーダーのメリッサ(「プラチナ」は進化前から継続)、「サン・ムーン・ウルトラサン・ウルトラムーン」の元スカル団幹部のプルメリ、「シールド」のジムリーダーのオニオン、「LEGENDSアルセウス」の野盗三姉妹のオマツ、「スカーレット・バイオレット」のアカデミー教師のレホールが使用する。うちキクコ、マツバ、オニオン、レホールはエース格ポケモンとして使用し、オニオンはキョダイマックスを行い、レホールはゴーストタイプにテラスタルする。
『赤・緑』ではニンテンドウカップ97の決勝戦進出者が使用していたが、当時は攻撃性能の低さやエスパータイプに対する脆さなどからあまり大会では注目されず、使用は決勝戦進出者15人中3人どまりであった。しかし高い素早さで「さいみんじゅつ」を放って相手を確実に行動不能に陥れるというメリットに注目が集まり、ニンテンドウカップ98では決勝進出者7人中6人が使用するという輝かしい採用実績を残している。
『X・Y』では「メガゲンガー」へとメガシンカを遂げる。『サン・ムーン』からは特性が「のろわれボディ」に変わりじめん技が抜群になってしまうため、ゴーストまでとは違う作戦を必要とする（それ以前はゴーストまでに同じく「ふゆう」だった）。
メガゲンガー
頭の角・両腕・尻尾が大型化し、額に異次元を見られるとされる第三の目が追加。身体の下半分を異次元に潜らせており、下半身・両手は地面にめり込んだような状態となり視認できなくなる。
メガシンカのエネルギーで覚醒した結果、全身に怪しいパワーが充満し、異次元へのアクセスを可能とする能力を獲得。主人たるトレーナーも含めた全ての者に呪いをかけようと狙い、異次元に潜って攻撃のチャンスをじっと伺う。
HPとこうげきを除く全能力が上昇し、特にとくこうが大きく上昇する。特性が「かげふみ」になることで、交代させられることなく相手を攻撃することが可能となっている。
キョダイマックスのすがた
ゲンガーがそのまま大きくなったような外見で、メガゲンガー同様下半身は異次元に潜っている。口の向こうはあの世へ続いている。キョダイマックスわざは「キョダイゲンエイ」。攻撃後、相手を交換できなくする。『シールド』のみ登場。
アニメ第7シリーズではサトシのゲンガーがダイスープを飲んだことでキョダイマックスが可能になる。
『ポッ拳 POKKÉN TOURNAMENT』のバトルポケモンの1匹。共鳴バースト時はメガゲンガーに進化する。メガゲンガーは今作の全てのポケモンで屈指の超高性能を持っている。その代償として素のゲンガーはHPが低いという欠点を持つ。
『Pokémon UNITE』では操作ポケモンとして登場。高い素早さを活かして相手を翻弄しつつ攻め込むスタイルを得意とする。ユナイトわざは真下から攻撃する「インビジブルショック」。
TVアニメ版でも上述したニドリーノとのバトルが第1話冒頭で再現されており、ニドリーノをさいみんじゅつで眠らせている。主に憎めないコミカルな悪戯者として登場することが多い。『サン&ムーン』ではかつて封印されていたポケモンとして登場、後にアセロラにゲットされる。『2019年版』では悪戯好きのポケモンとして登場、非常に高い実力の持ち主でサトシが認めるほどのつわものでもある。かつてトレーナー（声 - 光部樹）がいたが、そのトレーナーに捨てられたことが判明したため第16話でサトシにゲットされた。これ以外にもゴーストタイプを使うトレーナーの手持ちとして何度か登場している。声優は石塚運昇、小西克幸、鈴木清信、赤﨑千夏など。サトシのゲンガーは間宮康弘が担当。
WEBアニメPOKETOON「ゲンガーになっちゃった！？」では主役ポケモンとして登場。ゴーストポケモンのリーダーで、とある出来事からゲンガーになった少女・ショーコ（声 - 井口裕香）と出会う。イタズラ好きだが、ショーコを励ましたり、ショーコのクラスメイトを助けようとするなど根っからの悪いポケモンではない。声優は武隈史子。

## イワーク
| 分類: いわへびポケモン       | タイプ: いわ/ じめん       | 高さ: 8.8m   | 重さ: 210.0kg      |
| 特性: いしあたま/ がんじょう | かくれ特性: くだけるよろい | 進化前: なし | 進化後: ハガネール |

全身が岩でできており、岩肌色の岩の塊が数珠繋ぎとなり、蛇のように長い身体を持つ。頭の中にある磁石のお陰で、方向感覚を失う事はない。時速80kmの速さで轟音を立てながら地中を掘り進み、その途中で鉱物を体に取り込む。通った痕跡はトンネル状の空洞として残り、ディグダやノコッチ、モグリューなど地中に住むポケモンのすみかになる。成長するにつれて体を構成する岩石の成分が変化し、黒いダイヤモンドのようになるという。なお、色違いの個体はコケが生えたような色をしている。
ニビシティジムリーダー・タケシの使用するポケモンであり、『赤・緑』および『ファイアレッド・リーフグリーン』ではカスミのヒトデマンやスターミーに並ぶ序盤の強敵である。また、ポケモンリーグ四天王・シバの手持ちポケモン（初対戦時）としても登場する。第4世代の『ダイヤモンド・パール・プラチナ』でも、シンオウ地方最初のジムリーダー・ヒョウタが使用し、イシツブテ、イワークを順に繰り出してくる（ヒョウタは更にズガイドスを3番目に繰り出す）。
『金・銀』以降のシリーズでは「メタルコート」を持たせて通信交換を行うとハガネールに進化する。
TVアニメ版ではタケシのポケモンとして登場。声優は石塚運昇。通常より大きい個体も登場。サンドパンが体の隙間に挟まって暴れていたが、サンドパンはシバに救助され、自身はシバにゲットされた。他にも野生の個体としてサトシ達を襲うポケモンとして何度か登場している。また、全身がクリスタルでできたクリスタルのイワークが登場。こちらは通常のイワークと逆で、水に強く炎に弱い。
『ニンテンドウオールスター! 大乱闘スマッシュブラザーズ』では、モンスターボールから登場。上方へ飛んでいった後、「いわおとし」で画面全体に岩を落として攻撃する。
『Let's Go! ピカチュウ・Let's Go! イーブイ』では乗れるポケモンとして登場。全ポケモンの中で最長であるため、遠くまで見渡せるが移動速度は遅い。

## スリープ
| 分類: さいみんポケモン | タイプ: エスパー           | 高さ: 1.0m   | 重さ: 32.4kg       |
| 特性: ふみん/ よちむ   | かくれ特性: せいしんりょく | 進化前: なし | 進化後: スリーパー |

夢を食べると言われる伝説の生物、獏の子孫と言われている。本編ゲームでは第7世代まで登場。外見は実在のバクに似ているが、二足歩行を行い、体色は黄色と茶色の2色。草食性で大食い、4つの胃を持ち反芻を行う、など牛をはじめとした偶蹄目の動物にみられる性質も持つ。その容姿から女性の人気は低い。指は3本だが、『青』のみ5本。
スリープに夢を食べられると、昨夜見た夢を思い出せなくなる。とても心地よかったり楽しかったりなどポジティブな夢は大好物だが、とても気味悪かったり怖かったりなどネガティブな夢は酸っぱいので好まず、間違えて食べてしまうと腹痛を起こす。共に眠った際に過去に食べた夢を見せてくれる事がある。長い鼻で夢を見る人を嗅ぎ分けて探すが、最近では夢を見ない人が多いため野生のスリープはやや空腹気味らしい。同じく獏をモチーフとしたムンナやムシャーナとは共通の祖先を持つと言われる。
TVアニメ版では、『ダイヤモンドパール』第135話にポケモン窃盗団のアツキ（声 - 吉野裕行）のポケモンとして登場した。また、初代『ポケットモンスター』では、スリーパーのさいみんじゅつで寝込んだポケモンたち、ポケモンがえりした子供、カスミを夢の破超音波で元に戻した。

## スリーパー
| 分類: さいみんポケモン | タイプ: エスパー           | 高さ: 1.6m       | 重さ: 75.6kg |
| 特性: ふみん/ よちむ   | かくれ特性: せいしんりょく | 進化前: スリープ | 進化後: なし |

スリープの進化形。スリープ時代の茶色の模様は消え、体型は人型に近くなった。首に襟巻状の白い毛が生えており、メスの方が長毛。いつも振り子を持ち歩いている。過去に子供に催眠術をかけて連れ去る事件があり、それ以来「目が合うと連れ去られる」という迷信が広まり、街の人々から恐れられていた。無差別に夢を食べ、気に入った夢を見た人間を連れ去るらしい。振り子の催眠能力は非常に高く、起きたばかりの人でも振り子を見ると3秒で眠らされてしまうほど。また、振り子の振れ幅が大きくなるほど催眠術の効果は長くなる。空腹時には出会った人を無理矢理眠らせて夢を食べてしまう事もあるという。人が多く集まるレジャー施設などでも多く見かける。アローラ地方では常に寝ているネッコアラが被害に遭うため、人間への被害は逆に少ない。また、不眠症に悩まされている人々にとっては救世主と言えるほどの催眠術の効き目から、不眠治療の医者の助手として手伝わせている病院もある。
「スカーレット・バイオレット」ではアカデミー教師のミモザが先発として使用。
第一世代の頃にポケモン評論家筋によって書かれた書籍にはフリーザーやフーディンと同列に「かなり強い」と評され、1997年、1998年と全国大会の決勝大会にエントリーされる実績を作った。
TVアニメ版では第27話に初登場し、催眠術の副作用で町の子供達が次々と行方不明になる事件を引き起こした。ジョウトリーグではハヅキのポケモンとして登場。サトシのワニノコを「さいみんじゅつ」で眠らせ勝利し、カビゴンは最初から寝ていたため「ゆめくい」で体力を奪おうとするも、昼寝を邪魔され激怒したカビゴンの「はかいこうせん」を食らい敗北。サン&ムーンではザオボーのポケモンとして登場。声は1000回放送記念としてゲスト出演したサンシャイン池崎が担当した。
2008年にポケモンセンターで発売された、大人向けTシャツブランド『POKeMON151』の中にはスリーパーのTシャツがあり、上記の子供を誘拐する様子がプリントされている。

## クラブ
| 分類: さわがにポケモン               | タイプ: みず           | 高さ: 0.4m   | 重さ: 6.5kg        |
| 特性: かいりきバサミ/ シェルアーマー | かくれ特性: ちからずく | 進化前: なし | 進化後: キングラー |

サワガニの姿をしたポケモン。ただし実際のカニとは異なり脚ははさみを含めて3対（6本）しかなく、巨大で肉厚なハサミはカニというよりロブスターの趣がある。このハサミはケンカなどでもげる事があるが、脱皮して体が柔らかい時にまた生えてくる。興奮するとハサミを振り上げて泡を吐く。獲物がなかなか見つからない時は、砂に含まれている養分を摂取する。常に横歩きだが、人工的な回転運動が加わり目が回ると縦歩きになる。
TVアニメ版ではサトシのポケモンとして登場。また、シゲルも所持している。こちらは通常よりも大きめの個体。
フィルムコミックス版にはおにぎりを持って笑顔を浮かべている設定イラストが描かれているが、おにぎりが特別好きというわけではなくクラブという種族自体雑食性とのこと。

## キングラー
| 分類: はさみポケモン                 | タイプ: みず           | 高さ: 1.3m     | 重さ: 60.0kg |
| 特性: かいりきバサミ/ シェルアーマー | かくれ特性: ちからずく | 進化前: クラブ | 進化後: なし |

クラブの進化形。頭のトゲが多くなり、王冠を被っている様にも見える。左のハサミが巨大化し、挟む力は1万馬力もあるが、重すぎて動きが鈍く歩くだけでもひと苦労。よくふらついては倒れている。潮を招くように片方の大きなはさみを振り上げるカニ「シオマネキ」のような特徴を持つ。『青』ではハサミは両方とも同じ大きさである。
キョダイマックスのすがた
ハサミが更に大きく足も長くなり、タカアシガニのような外見となった。泡が口の周りについており、ヒゲを生やしているようにも見える。ハサミは何でも粉々にする。口から強アルカリ性の泡を吐き、相手を溶かしてしまう。キョダイマックスわざは「キョダイホウマツ」。アルカリ性の泡を吹きつけ攻撃しつつ、相手の素早さを2段階下げる。
TVアニメ版ではサトシのポケモンとして登場。カントーリーグ一回戦でクラブが進化し、そのまま相手の手持ちすべてを一体で倒した。三回戦ではパルシェンを倒すが、ウインディの「りゅうのいかり」で敗れた。別個体としてはロケット団のボス・サカキが使用。シゲルのウインディに敗れる。

## ビリリダマ
| 分類: ボールポケモン       | タイプ: でんき       | 高さ: 0.5m   | 重さ: 10.4kg       |
| 特性: せいでんき/ ぼうおん | かくれ特性: ゆうばく | 進化前: なし | 進化後: マルマイン |

モンスターボールによく似た姿をしたポケモン。眉間にしわを寄せた目つきの鋭い表情をしている。モンスターボールの発売開始時期と同時期に、モンスターボールを開発した会社で初めて発見されるなど、その発生経緯はモンスターボールとの関係を強く感じさせる。体の成分は自然界にはあり得ない特別なものでできている。一説にはモンスターボールに強力なパルスを浴びせた際に発生したとも噂されるが、正体不明。うかつに触ると感電したり，わずかな刺激で爆発するため、慎重に扱う必要がある。なお、色違いの個体は赤い部分がスーパーボール（モンスターボールよりも高性能な捕獲アイテム）のように青く、この特徴はマルマインも同様。
ヒスイのすがた
分類:きゅうたいポケモン、タイプ：でんき・くさ、重さ：13.0kg。
ヒスイ地方のビリリダマの姿。高さや色合いは原種と同じだが、たまいしとぼんぐりを組み合わせた昔ながらの手作りモンスターボールのような木製のボディとにこやかな表情をしているのが特徴。原種よりも若干重い。頭部に小さな穴があり、そこから種子を噴射するが、覗くと真っ暗なので中がどうなっているかはわからない。上機嫌で友好的な性格をしており、テンションが高まると穴からため込んだ電気を放出し、周りの人々やポケモンを感電させてしまう。些細な出来事で放電するため、人里では厄介者扱いされており、穴を塞いでつまみ出されることも少なくないようである。色違いの個体は赤い部分がヘビーボール（油断しているポケモンに当てると高い捕獲性能を発揮するボール）のように黒く、この特徴はマルマインも同様。
テレビアニメ第8シリーズ（『リコとロイの旅シリーズ』）では第3話から使用されたエンディング映像で初登場（第25話まで使用）。
TVアニメ版初登場は、セキチクシティジムに入ったサトシに放電した場面。当初サトシは、ピカチュウが放電したものと勘違いし咎めた。サトシの家にある目覚まし時計もビリリダマの形（サイズはモンスターボールと同じ）をしている。しかし、オーキド博士からポケモンをもらう当日の朝に寝ぼけて夢の中でモンスターボールを投げているつもりが時計を投げ飛ばしてしまい、壊れてしまった。この癖は幼い頃から変わっておらず、他のシリーズでも投げては壊すのがお約束になっている。また、トゲピーがビリリダマと仲良くなる回があるが、仲間と暮らすことを選んだためトゲピーと涙の別れをした。
『はねろ!コイキング』ではランダムイベントで「じばく」を使う敵キャラクターとして登場する。逃げ切れればコインが手に入るが、巻き込まれるとひんしになって世代交代となる。

## マルマイン
| 分類: ボールポケモン       | タイプ: でんき       | 高さ: 1.2m         | 重さ: 66.6kg |
| 特性: せいでんき/ ぼうおん | かくれ特性: ゆうばく | 進化前: ビリリダマ | 進化後: なし |

ビリリダマの進化形。ビリリダマ同様、体はほぼ正球の形をしており、中央部分に横に一周の線で区切られている。その区切られた線で色が分けられているが、ビリリダマやモンスターボールと配色が逆で体上部が白、下部が赤である。目・口はビリリダマと比べてややコミック調。
上部の白い部分には目が、下部の赤い部分には口が描かれているだけであり、至ってシンプルなデザインである。電気に引き寄せられる性質を持ち、空気中の電気や雷、発電所で発電された電気を食べる。エレクトンエネルギーという電気エネルギーを体内に溜め込んでおり、わずかな刺激で爆発するため「バクダンボール」とも呼ばれ恐れられる存在でもある。電気エネルギーを溜め込む事で素早く動けるようになるが、溜め込みすぎると風に流されてしまう事があり、パンパンに膨らんだマルマインが流されてくる事もあるという。
「スカーレット・バイオレット」ではジムリーダーのナンジャモが再戦時に使用。
第一世代では最も素早いポケモンであることを活かして「でんじは」を最速で放ったりいきなり「だいばくはつ」で大ダメージを与えたりと対戦では活躍していた。
ニンテンドウカップ97では決勝進出者15人中1人が使用とその大会の使用実績はそれほどではないが、その1人は大会優勝者である。
ヒスイのすがた
分類：きゅうたいポケモン、タイプ：でんき・くさ、重さ：74.3kg。
ヒスイ地方のマルマインの姿。ヒスイ地方のビリリダマにリーフのいしを使用すると進化する。進化前同様、昔のモンスターボールのような外見の木製のボディをしている。体の表面がぼんぐりとほぼ同じ性質をしているため、大抵は大樹に住み着いているという。目の周りがくぼんで怒っているように見えるのが特徴。下部分の口に見える部分は模様であるため、原種と違い表情を変えることはできない。苛立つと放電する性質であり、その電流は落雷20回分にも匹敵するとされている。
TVアニメ版ではオレンジ諸島のネーブル島のジムリーダーであるダンの手持ちとして登場。声優はこおろぎさとみ。また初代ポケモンアニメでは33話のほのおのポケモンだいレースで、競争者のポケモンとして出現し猛スピードで転がるが、ロケット団の仕掛けたアクシデントにより落とし穴に引っかかり、しばらくして赤くなった際に究極の技である「だいばくはつ」を起こしてサトシ達を巻き込んだ。ポケモンなりきり大会では自爆してゴースそっくりになった。
WEBアニメ『ポケモンジェネレーションズ』では第4話で複数体が登場。ロケット団の幹部であるラムダによってアジトの怪電波発生装置の動力発電機に無理矢理給電させられていたが、ワタルとカイリューによって解放され、ラムダに怒りの「10まんボルト」を浴びせた。
ポケモンの絵描き歌を収録したCD『ポケモンかけるかな?』の収録曲のひとつ、「ああ マルマイン」において絵描き歌の題材として取り上げられている。この曲はマルマインの背面を描くというもので、非常にシンプルな内容となっている。
漫画『ポケットモンスターSPECIAL』のシナリオ担当、日下秀憲が自画像代わりに用いている。
アニメや漫画などでは登場しては「だいばくはつ」を起こすというネタが多く使われている。ポケモンスタジアムなどの対戦ゲームでは、眼球が飛び出した後にボールに戻るなどコミカルな動きが多い。
ポケモンスタジアムシリーズでは戦闘不能になると眼球が飛び出てから倒れるという演出になっている。
『大乱闘スマッシュブラザーズシリーズ』ではサポートキャラ等として登場。第1作『ニンテンドウオールスター!大乱闘スマッシュブラザーズ』ではステージ「ヤマブキシティ」のギミックとして登場し、出現してすぐに「だいばくはつ」する。第2作『大乱闘スマッシュブラザーズDX』以降はモンスターボールから登場するようになり、やはり出現したらすぐに「だいばくはつ」して周囲のファイターを敵味方問わず吹っ飛ばす。なお、爆発寸前になるとアイテムのように持って投げることができるが、すぐに爆発するので自滅のリスクが大きい。第3作『大乱闘スマッシュブラザーズX』以降はたまに不発に終わることがあり、再び起爆するまでに時間がかかる。